# Rogier van der Weyden
Rogier van der Weyden (aanvankelijk Frans: Roger de la Pasture) (Doornik, 1399/1400 — Brussel, 18 juni 1464) was een kunstschilder die gerekend wordt tot de school der Vlaamse Primitieven.
Hij zou opgeleid zijn in het atelier van Robert Campin, samen met onder meer Jacques Daret. Naast Jan van Eyck wordt Van der Weyden als de belangrijkste schilder van de 15e eeuw in de Lage Landen beschouwd. In zijn eigen tijd was Van der Weyden in heel Europa bekend, en hij kan wellicht als de invloedrijkste schilder van zijn eeuw worden beschouwd. Hij versmolt de stijl van zijn tijdgenoot Jan van Eyck en van zijn leermeester Robert Campin en voegde het nieuwe element 'emotie' toe aan de Vlaamse schilderkunst. In de zeventiende eeuw begon Rogiers roem langzaam te tanen en werd hij dikwijls met Brugge geassocieerd. Sinds zijn 'herontdekking' in de 19e eeuw bleef Rogier van der Weyden bij het publiek in de schaduw staan van schilders als Jan van Eyck en Hans Memling.

## Biografie

### Levensloop
Op 16 en 17 mei 1940 werden de archieven van Doornik gedeeltelijk vernietigd door Duitse bombardementen die bijna het ganse stadscentrum plat legden. Daardoor is het moeilijk om concrete gegevens terug te vinden over de afkomst en de opleiding van Rogier van der Weyden. Er is in de vakliteratuur dan ook heel wat geschreven hierover. De discussie is ook tamelijk complex en is opgebouwd uit een samenspel van archivarisch bronnenmateriaal en stijlanalyse. De verschillende feiten die de afgelopen anderhalve eeuw aan het licht zijn gebracht laten zich niet zonder een stevige argumentatie aan elkaar verbinden. Hier volgt een opsomming van de feiten zoals ze vandaag algemeen worden aanvaard.
Rogier van der Weyden zou omstreeks 1398-1400 in Doornik geboren zijn als zoon van Henri de le Pasture en Agnès de Watrelos. Zijn vader was een messenmaker en woonde in de Rue Roc Saint-Nicaise midden in het goudsmedenkwartier van Doornik. Zijn geboortedatum werd afgeleid uit twee bewaarde documenten. Een eerste van 21 oktober 1435 over een jaarrente die hij van de stad ontvangt en waarin hij 35 jaar oud werd genoemd: Au xxje jour d'octobre [1435]. - A maistre Rogier de la Pasture, pointre, fil de feu Henry, demorant à Brouxielles eagié de XXXV ans, de demoisielle Ysabel Goffart fille [de] Jehan, sa femme, eagié de XXX ans: x livres. A Cornille de le Pasture et Marguerite, sa suer, enffans dudit maistre Rogier, qu'il a de ladite demisielle Ysabiel, sa femme, ledit Cornille eagié de viij ans, et ladite Marguerite de iij ans: c solz. (Op 21 oktober 1435.- Aan meester Rogier de la Pasture, schilder, zoon van Henry, wonende in Brussel, 35 jaar oud, van mevrouw Ysabel Goffart dochter [van] Jehan, zijn vrouw, 30 jaar oud: x ponden. Aan Cornille de le Pasture en Marguerite, diens zuster, kinderen van de genoemde meester Rogier, die hij heeft bij de genoemde mevrouw Ysabiel, zijn vrouw, genoemde Cornille 7 jaar oud en Marguerite 2 jaar oud: c solz) Een tweede gelijkaardig document uit september 1441 noemt hem 43 jaar waaruit een geboortejaar van 1398 of 1399 kan afgeleid worden.
De vader van Rogier, Henry de la Pasture overleed tussen december 1425 en midden maart 1426, misschien aan de pestepidemie die in die tijd in Doornik woedde. Het ouderlijk huis werd, volgens een document van 18 maart 1426 waarin Rogier niet genoemd werd, verkocht aan Ernoul Caudiauwe, de aanstaande echtgenoot van Rogiers zuster Jeanne. Moeder en kinderen blijven in het huis wonen, de moeder had trouwens het vruchtgebruik toegewezen gekregen.

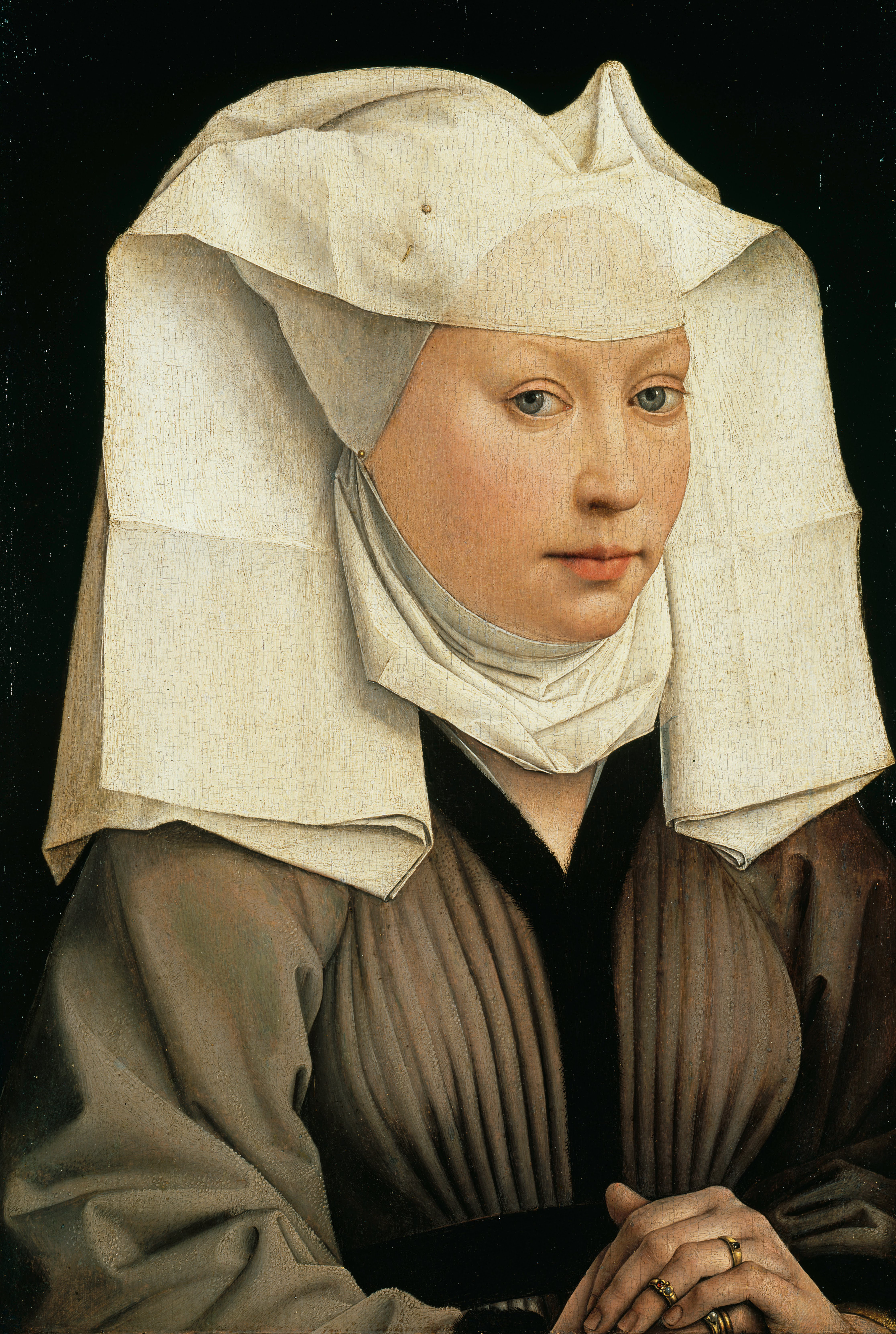
Portret van een vrouw (Ysabiel Goffaert ?), ca. 1432-1435, Gemäldegalerie (Berlijn).

Voor of in 1427 was Rogier al gehuwd met Elisabeth (Ysabiel in het document van 1435) Goffaert, de dochter van een Brusselse schoenmaker. In het document betreffende de uitbetaling van een rente wordt voor zijn echtgenote de leeftijd van 30 jaar opgegeven, ze was dus 5 jaar jonger dan Rogier. In hetzelfde document worden twee kinderen vernoemd Cornille (Cornelis) acht jaar oud en Marguerite (Margaretha) 3 jaar oud. Er wordt ook gezegd dat hij in 'Brouxielles' (Brussel) verbleef. Het kan niet bewezen worden, maar sommige historici menen dat de echtgenote van Campin, Ysabiel de Stoquain en de moeder van Elisabeth of Ysabiel Goffaert, Cathelijne van Stockem, verwant waren en gezien ze dezelfde voornaam hadden was de echtgenote van Campin misschien de meter van Rogiers vrouw. Tussen 1437 en 1450 krijgt het paar nog twee kinderen Pieter en Jan.
Rogier woonde dus in 1435 al in Brussel waar hij in de jaren 1443-44 een woning kocht op de hoek van de Magdalenastraat en het Cantersteen. Uit een document van 2 mei 1436 blijkt dat hij in Brussel is aangesteld als stadsschilder. In een document uit datzelfde jaar 1436 komen we ook voor het eerst zijn vernederlandste naam 'van der Weyden' tegen, vernederlandsing van 'de la Pasture' ('het grazen' of 'het weiden').

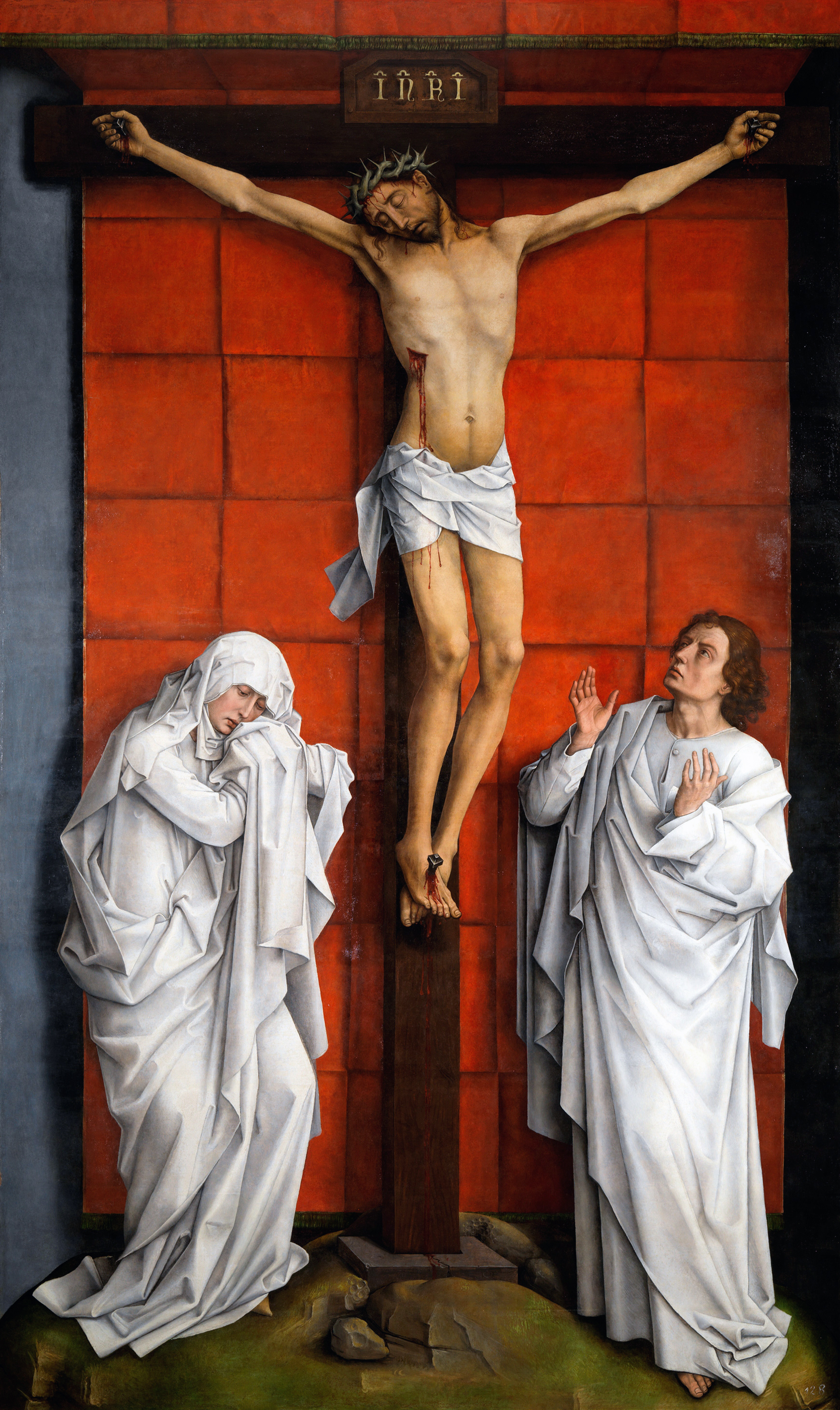
Kruisiging van Scheut, Escorial

Hij leefde in Brussel tot aan zijn dood. Dat hij een gezeten en welstellend burger was geworden mag blijken uit zijn lidmaatschap van de broederschap van Sint-Jacob-op-den-Coudenberg waar ook de leden van het Bourgondische hof en de stedelijke elite toe behoorden. Ook zijn echtgenote Ysabiel was lid van deze broederschap. Rogier van der Weyden overleed als een zeer welvarend man; hij werd begraven in de Kathedraal van Sint-Michiel en Sint-Goedele in de kapel van de heilige Catharina, die door de confrérie van St. Elooi, waartoe ook de schilders behoorden, werd gebruikt voor hun diensten. Op de grafplaat werd een lofdicht geplaatst dat in 1613 door de Leuvenaar Franciscus Sweertius in zijn Monumenta Sepulcralia Et Inscriptiones Publicae Privataeque Ducatus werd vermeld als:
M. Rogeri Pictoris celeberimmi

Exanimis saxo recubas Rogere sub isto

Qui rerum formas pingere doctus eras....
Rogiers zoon Pieter trad in de voetsporen van zijn vader en nam het atelier over na diens overlijden. Ook zijn kleinzoon Goswin werd schilder en werd tweemaal benoemd tot deken in het Antwerpse Sint-Lucasgilde. Zijn oudste zoon Cornelis was in 1449 ingetreden in het kartuizerklooster van Herne nadat hij aan de universiteit van Leuven was afgestudeerd als magister artium. Rogier schonk een schilderij met de Heilige Catharina aan het klooster. Als daarna in 1456 de kartuis van Scheut werd gesticht, schonk Van der Weyden een Kruisiging, het beroemde werk dat zich nu bevindt in het Escorial in San Lorenzo de El Escorial bij Madrid (inv. 10014602). Zijn dochter Margaretha stierf in 1450. Zijn jongste zoon Jan werd goudsmid.

### Opleiding

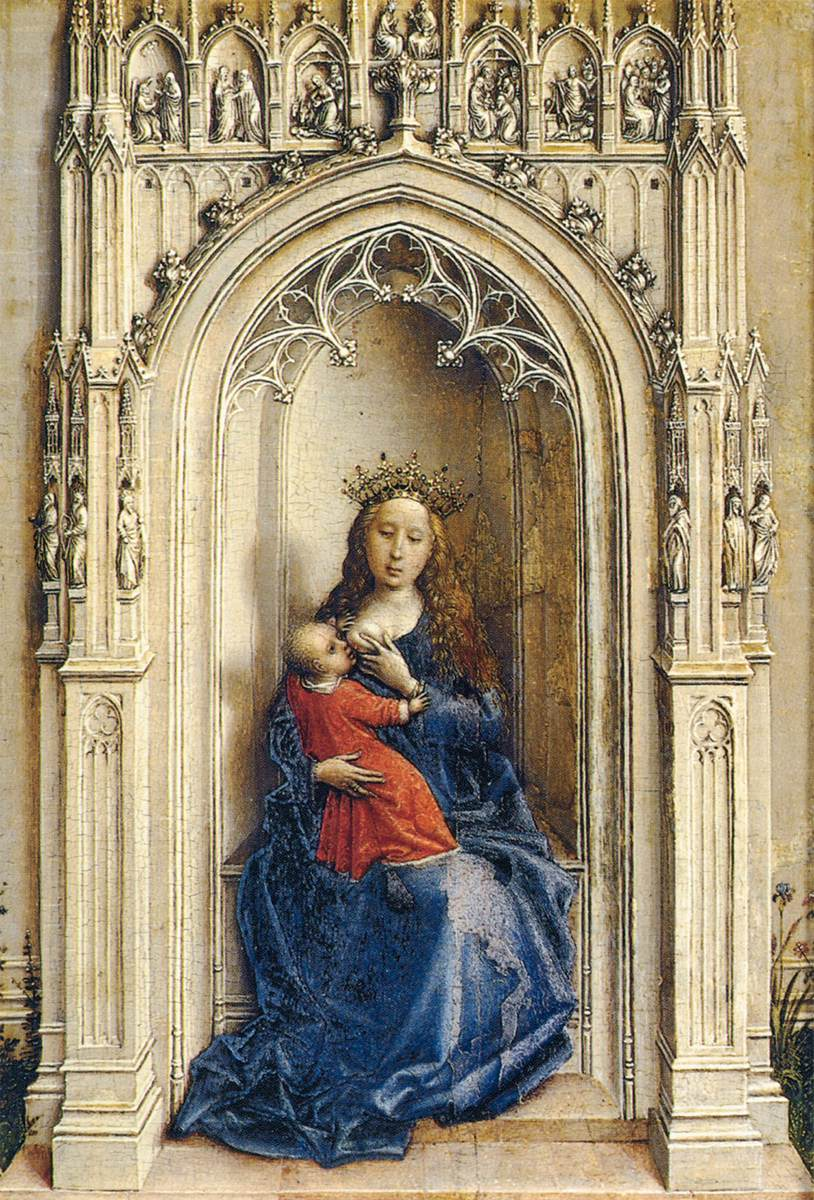
Madonna met kind, ca. 1433, Museo Thyssen-Bornemisza, mogelijk een vroeg werk

Men weet niets met zekerheid over de opleiding van de jonge Rogier. Er zijn geen documenten die over zijn leertijd als jonge knaap handelen. Afgezien van de vernietiging van een deel van de archieven is dit niet verwonderlijk; het was pas vanaf november 1423 dat de gilden statutair verplicht werden meesters en leerjongens te registreren in de gildeboeken. Er zijn dus allerhande hypothesen gemaakt over de opleiding van de jeugdige Rogier maar zonder documentair bewijs blijven het gissingen.
De meeste kunsthistorici zijn het er vandaag wel over eens dat Rogier van der Weyden zijn eerste opleiding kreeg in de jaren 1410 in het atelier van Robert Campin die zich in 1406 in Doornik had gevestigd en in 1410 bourghesie (poorterschap) betaalde. Bij Campin zou in diezelfde periode ook de iets jongere Jacques Daret als leerjongen in opleiding zijn geweest. Daret werd leerjongen bij Campin in 1415 en woonde bij de meester vanaf 1418. Men veronderstelt dat dit ook het geval was voor Rogier. Deze these wordt ondersteund door de stilistische en iconografische eenheid van de werken van de drie meesters. Men stelt dat het bijna onmogelijk is dat dit het resultaat zou zijn van de korte periode tussen 1427 en 1432 waarin, volgens de documenten van het gilde van Doornik, Van der Weyden en Daret als leerling (apprentis) bij Campin werkten als laatste stap naar hun aanstelling als vrijmeester.
Op 17 november 1426 schenkt de stad Doornik vier kannen wijn aan een zekere 'maistre Rogier de le Pasture'. Het is echter niet duidelijk of dit document betrekking heeft op de schilder Rogier. Meestal werd de wijn als 'erewijn' aangeboden nadat een student ergens aan een universiteit in den vreemde een meestergraad (Magister) had behaald. Sommige auteurs hebben hieruit opgemaakt dat het om een naamgenoot van de schilder gaat. De meesten echter houden het bij dezelfde Rogier de le Pasture die voor hij zijn schildersopleiding in Doornik voltooide in Keulen of Parijs een meestertitel zou behaald hebben aan de universiteit. Dirk De Vos meent dat in het Doornikse de titel van 'maistre' ook gebruikt werd voor schilders die een hogere opleiding hadden gekregen in contrast met de zuivere ambachtslui. Hij vermeldt dat Robert Campin in alle documenten werd vermeld als 'maistre Campin' dit in tegenstelling tot andere Doornikse vrijmeesters die gewoon met hun naam werden vermeld. Een andere verklaring dan de universitaire magister-titel, en volgens Houtart en De Vos, een meer plausibele zou zijn dat Rogier al in 1426 de eretitel 'maistre' kreeg toegekend ook al had hij zich nog niet gevestigd als vrijmeester. De erewijn zou dan misschien geschonken zijn ter gelegenheid van zijn huwelijk met Ysabiel Goffaert.
In een document van de 5e maart van het volgende jaar 1427 is er sprake van een zekere Rogelet de le Pasture, geboortig van Doornik die in de leer gaat bij Robert Campin, bijna tegelijkertijd trouwens met Jacquelotte Daret, ene Willemet en Haquin de Blandin (in 1426). De term apprentis (leerjongen) had in Doornik een andere betekenis dan bij andere gilden zoals in Brugge, Gent en Antwerpen. Leerjongen was het laatste stadium voor men vrijmeester kon worden en de termijn was vastgelegd op vier jaar. In dit licht gezien was 27 jaar geen abnormale leeftijd om als apprentis ingeschreven te worden. We zien trouwens hetzelfde verloop bij Daret, maar van hem weten we dat hij tevoren ook al bij Campin als leerjongen in dienst was geweest. Ook het gebruik van de verkleinvormen voor de voornamen, Rogelet, Jacquelotte en Willemet is vrij normaal als het over leerlingen gaat, ongeacht hun leeftijd. Er is dus geen aanleiding om het gebruik van de naam 'Rogelet' te associëren met een tweede Van der Weyden zoals sommige auteurs in het verleden deden. Die stelling lijkt ondertussen volledig achterhaald.

### Artistieke loopbaan

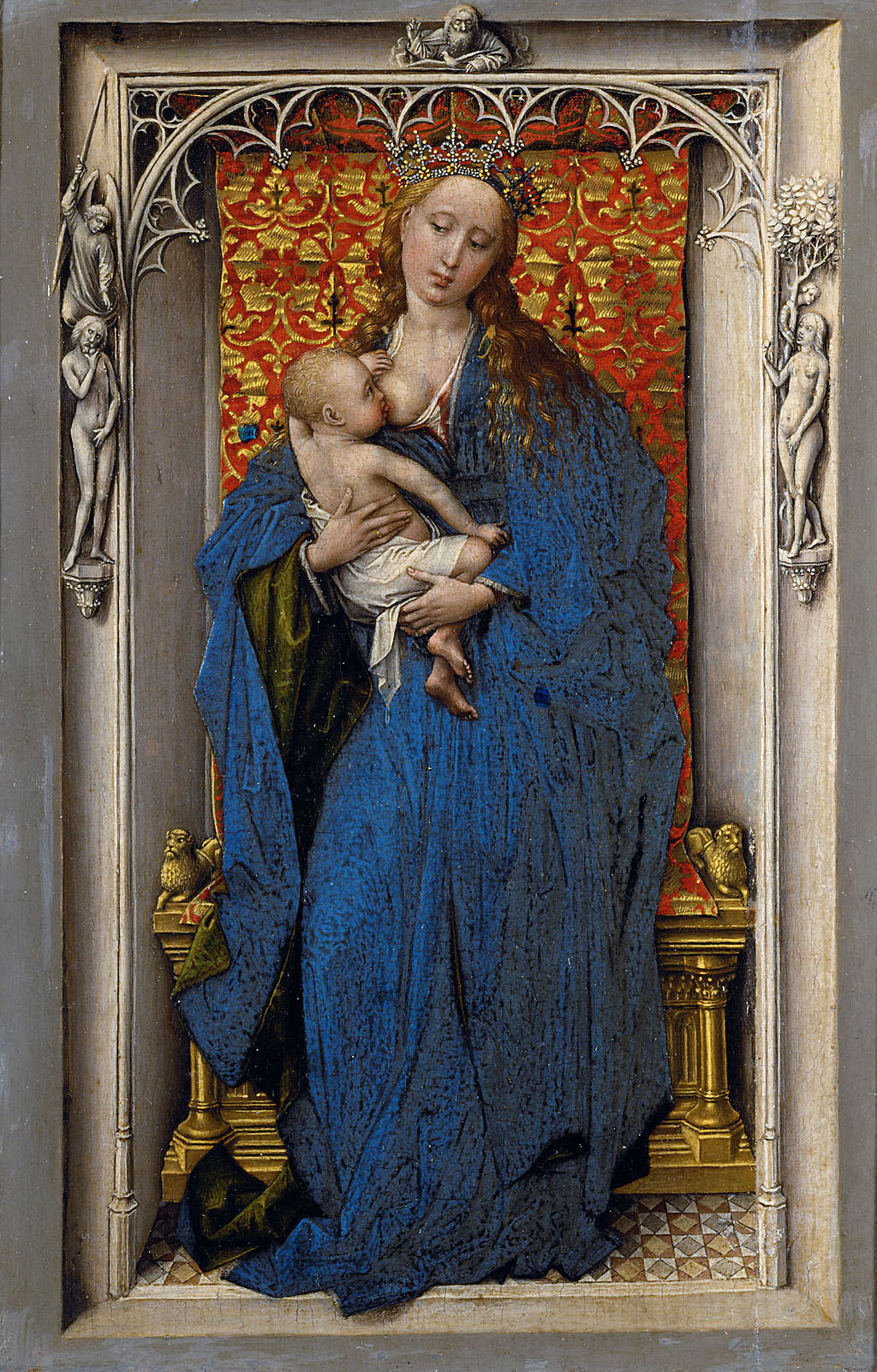
Staande Madonna met Kind, Wenen, Kunsthistorisches Museum, Gemäldegalerie, mogelijk een vroeg werk. Deel van een diptiek met op de andere vleugel de heilige Catharina.

#### Meester in Doornik
Na de troebelen met de commune in Doornik en de terugkeer van de émigrés werd Robert Campin onder het nieuwe ultra conservatieve bewind in 1429 op 21 maart voor een eerste maal veroordeeld omdat hij een gildebroeder niet wilde beschuldigen, wat gezien werd als 'achterhouden van de waarheid' (pour oultraiges d’avoir célé vérité). Hij moest een bedevaart maken naar Saint-Gilles-du-Gard in de Provence, kreeg een boete van 20 pond en werd bovendien levenslang uitgesloten van alle publieke functies. De straf moet de tegenstanders van Campin niet voldoende geleken hebben want twee jaar later is er een nieuwe aanklacht tegen hem wegens jarenlang overspel met ene Leurence Polette. Hij wordt op 29 juli 1432 veroordeeld tot een jaar ballingschap.
Uit een document van 1 augustus 1432 blijkt dat Rogier de le Pasture op die datum, twee dagen na de veroordeling van meester Campin, als vrijmeester werd erkend: Maistre Rogier de le Pasture, natif de Tournay, fut reçue à le francise du mestier des paintres le premier jour d'aoust l'an dessudit. Deze inschrijving van Rogier als vrijmeester volgde dus onmiddellijk op de veroordeling van zijn meester Robert Campin wegens overspel. Het is trouwens opmerkelijk dat ook de andere apprentis van Campin kort daarop tot vrijmeester worden aangesteld, Willemet (geen familienaam gekend) op 2 augustus en Jacques Daret op 18 oktober. Dat het proces opgezet spel was kan blijken uit het feit dat de verbanning van Campin op 25 oktober werd opgeheven op voorspraak van de 'hertogin' van Henegouwen, Margareta van Bourgondië. 

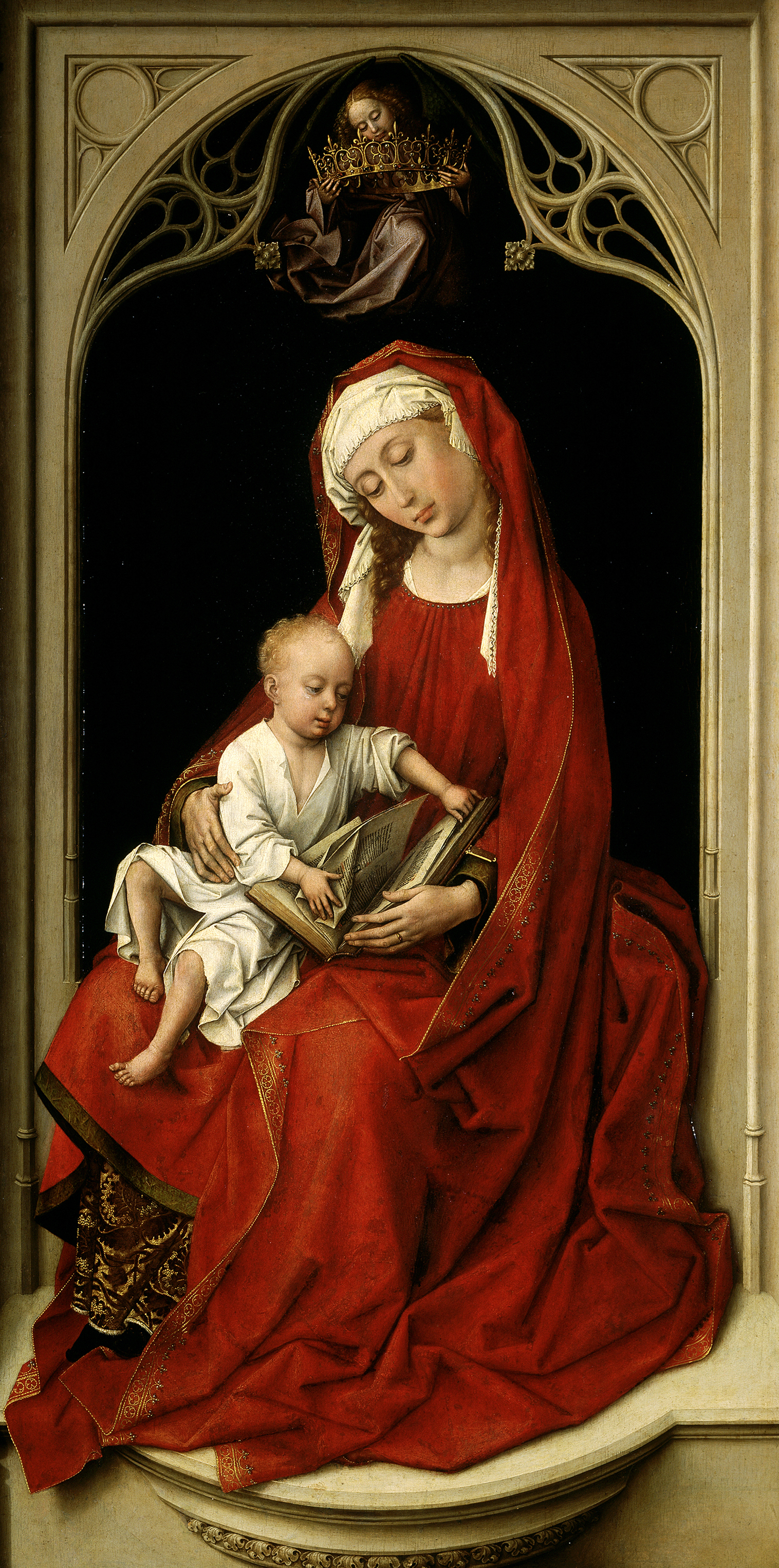
Durán madonna, ca. 1435, Madrid, Prado

Na zijn aanstelling tot meester in 1432 bleef het stil rond Rogier tot hij zich in 1435 blijkbaar definitief in Brussel vestigde. Ook zijn collega Jacques Daret verliet Doornik in 1434 en vestigde zich tijdelijk in Atrecht. Rogiers verhuizing naar Brussel had wellicht te maken met de periode van onlusten en troebelen in Doornik tussen 1423 en 1435, maar de aanwezigheid van het Bourgondische hof in Brussel zal zeker een rol gespeeld hebben in de beslissing van de jonge meester. Ook na zijn verhuizing bleef Rogier van der Weyden goede contacten onderhouden met Doornik. In de rekeningen van de stad vinden we verschillende betalingen aan een 'maistre Rogier le pointre' voor werken die hij daar had uitgevoerd en ook het beroemde Braque-triptiek van ca. 1452-1453 was een opdracht van Catherine de Brabant uit Doornik. Uit de rekeningen van het gilde van 1463-1464 blijkt trouwens dat men hem in Doornik niet vergeten was: item payent pour les chandèles qui furent mise devant saint Luc, à cause de service Maistre Rogier de le Pasture, natyf de cheste ville de Tournay lequel demoroit à Brouselles.
Wat hij tussen 1432 en 1435 deed en waar hij toen verbleef is niet gedocumenteerd. Maar de meeste bronnen situeren de Kruisafneming die Rogier schilderde in opdracht van het Leuvense schuttersgilde voor de kapel van Onze-Lieve-Vrouw-van-Ginderbuiten, nu in het Prado te Madrid, omstreeks 1435. Sommigen menen dat hij in Doornik bleef maar anderen plaatsen hem in Leuven, Brugge en Gent. Dirk De Vos situeert het atelier van Rogier van der Weyden zeer beslist in Doornik en baseert zich daarvoor onder meer op de uitgebreide werken die Rogier met medewerkers uitvoerde in de Margaretakerk waarvoor hij in de rekeningen vermeld werd als ‘Maistre Rogier’. Dat hij niet alleen werkte, blijkt uit een rekening van de kerkfabriek over een traktatie voor de 'compagnons pointres de le maisme Rogier'. Waarschijnlijk schilderde Rogier ook nog op het einde van zijn Doornikse periode zijn eerste triptiek, een Annunciatie, mogelijk in opdracht van Oberto de Villa, een bankier uit Piëmont. Het werk wordt nu bewaard in het Louvre. Dit is het werk van Rogier waarin de invloed van Jan van Eyck het duidelijkst naar voren komt, hierna zal hij meer en meer zijn eigen weg gaan.

#### Brussel

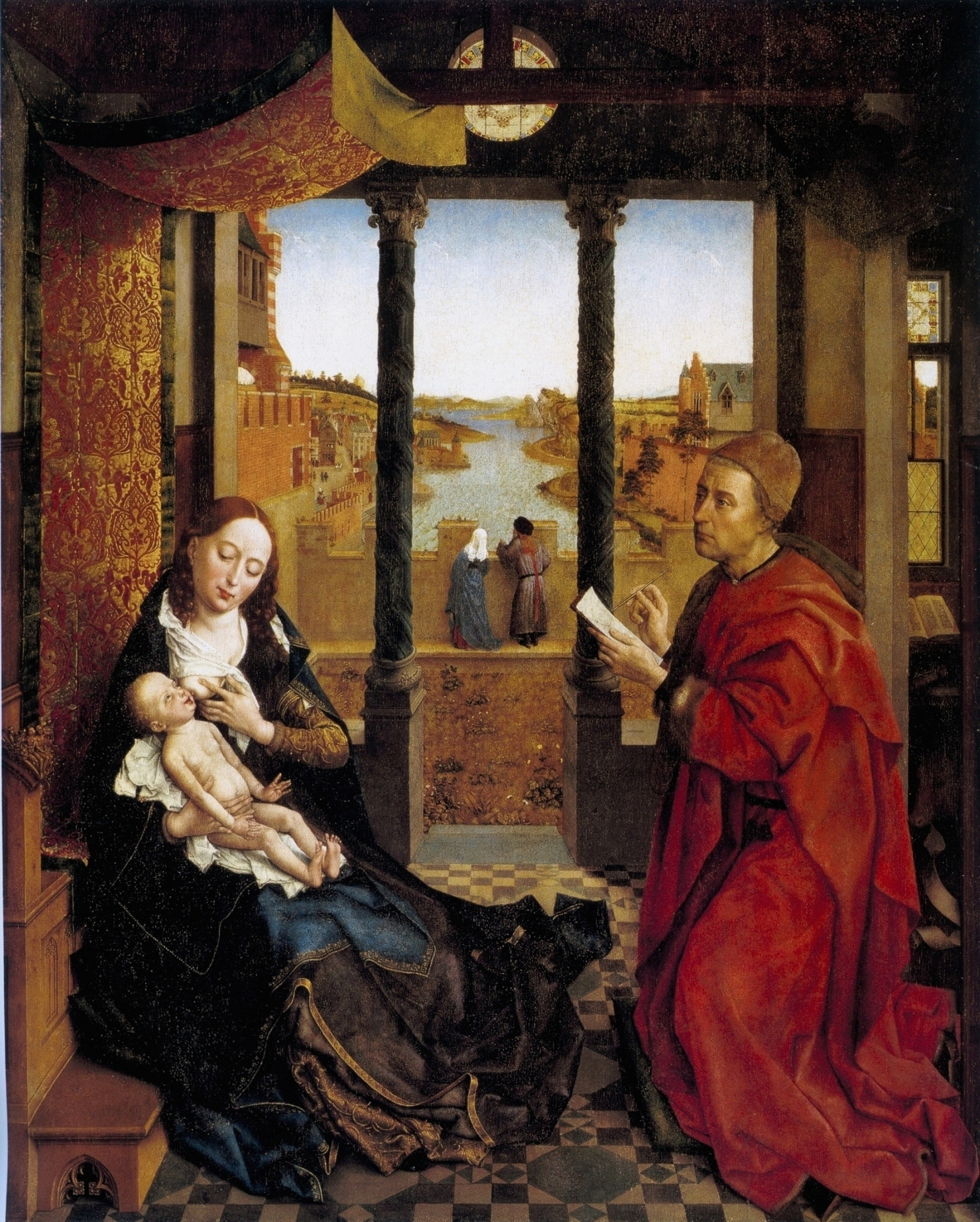
Lucas schildert de Madonna, ca. 1435, Museum of Fine Arts (Boston)

Het eerste document waarin Van der Weyden als stadsschilder wordt genoemd dateert van 2 mei 1436. Het document somt een aantal maatregelen op die de stad Brussel nam omwille van de hachelijke financiële toestand ontstaan door de teloorgang van de lakenweverij. Onder meer wordt in het document gezegd dat de functie van stadsschilder na de dood van Rogier zal worden opgeheven. Normalerwijze was een stadsschilder belast met de organisatie van de jaarlijkse ommegang en de coördinatie van de werken daarvoor. Alleen daarmee was de man zes maanden bezig. Hij kreeg normalerwijze een jaarsalaris, een hoeveelheid wijn en ceremoniële kleding. Maar Rogier van der Weyden had een verschillend statuut en een andere opdracht. Hij werd waarschijnlijk door de magistraten van Brussel aangezocht en aangesteld voor de versiering van de nieuwe stadhuisvleugel waarvoor hij inderdaad voor de 'Gulden Kamer' of kleine rechtszaal De gerechtigheid van Trajanus en Herkenbald schilderde. Van deze vier monumentale gerechtigheidspanelen gingen er twee over keizer Trajanus en paus Gregorius de Grote en twee over Herkenbald. De werken werden spijtig genoeg vernield bij de beschieting van de stad door de Franse troepen in 1695. Rogier genoot een speciaal statuut want zijn kledijvergoeding stond op het niveau van de 'geswoerene cnapen' een hogere categorie dan die van de 'wercmeesteren' waartoe handwerkslieden normaal werden gerekend. Blijkbaar had hij ook bedongen dat zijn contract met de stad niet exclusief was en dat hij andere opdrachten mocht aannemen, wat ook een uitzondering was, maar een vaste vergoeding kreeg hij niet, hij werd betaald per prestatie.

#### Het atelier van Rogier van der Weyden

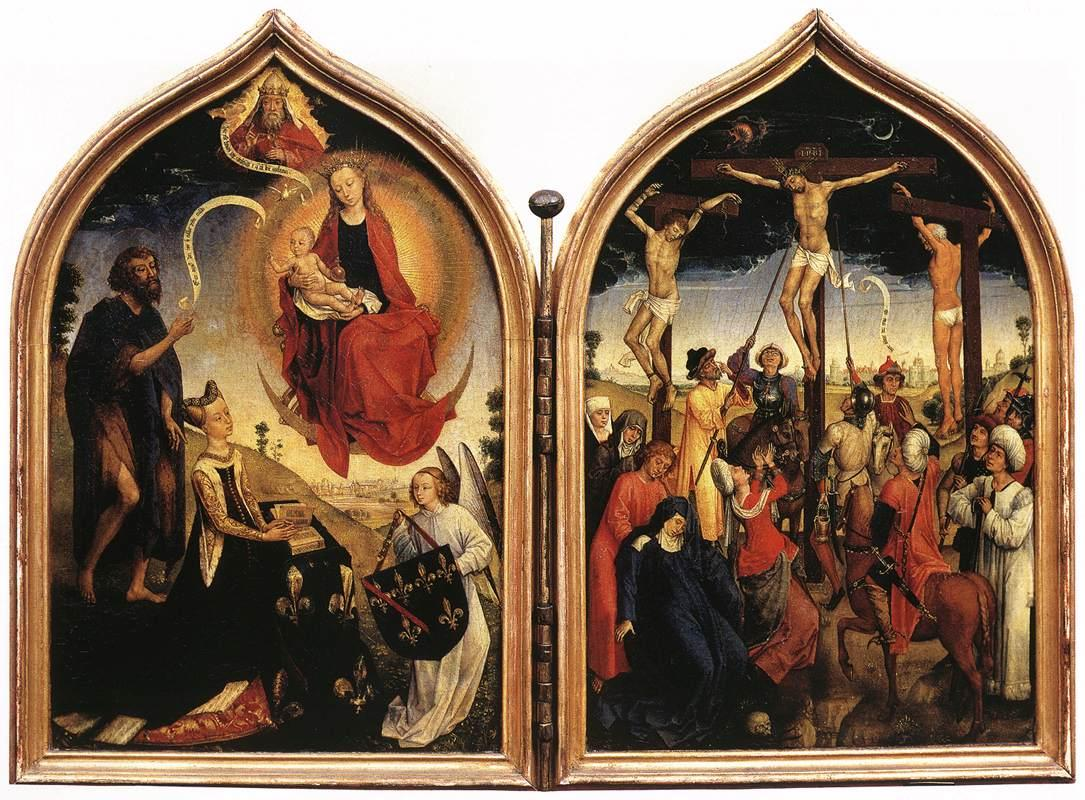
Diptiek van Jeanne de France, Atelier van Rogier van der Weyden, 1452-1470

Aangezien hij in Brussel werkte moet Rogier ook ingeschreven geweest zijn in het schildersgilde van Brussel, maar er zijn geen documenten gevonden die dit nader toelichten. Van der Weyden had twee aanpalende woningen in de Magdalenasteenweg (of Guldenstraat) in de buurt van het Cantersteen. Waarschijnlijk was zijn atelier daar gevestigd. Rogier moet een hele reeks leerlingen gehad hebben, maar er zijn slechts twee verwijzingen naar assistenten of leerlingen teruggevonden in de archieven. De eerste gaat over een fooi voor zijn assistenten vanwege de kerkmeesters van Sint-Margaretha in Doornik en de tweede over een fooi van de abt van de Sint-Aubertusabdij van Kamerijk voor de 'ouvriers' bij het afleveren van een triptiek.
Een opmerkelijke leerling in het atelier was Zanetto Bugato die in de winter van 1460-1461 op last van Bianca Maria Visconti, de tweede vrouw van Francesco Sforza en hertogin van Milaan, bij Van der Weyden in de leer kwam. Blijkbaar waren er geregeld aanvaringen tussen deze leerling en Rogier waarbij zelfs de dauphin, de latere koning Lodewijk XI van Frankrijk, zou tussengekomen zijn om de gemoederen te bedaren. De hertogin van Milaan schreef op 7 mei 1463 een brief aan Rogier om hem te bedanken voor de opleiding van haar hofschilder.
Naar alle waarschijnlijkheid kreeg ook de tweede zoon van Rogier, Pieter die geboren werd omstreeks 1437, ook zijn opleiding in het atelier van zijn vader. Het was Pieter die na de dood van zijn vader het atelier overnam en verder leidde tot in 1516. Er is een goede kans dat Pieter van der Weyden ook verder werkte met de assistenten van zijn vader.
Ook Louis le Duc, een neef van Rogier, die zich in 1453 liet inschrijven als vrijmeester in het gilde van Doornik en in 1460 naar Brugge trok, had naar alle waarschijnlijkheid zijn opleiding genoten in het atelier van Rogier. Daarnaast zijn er nog drie anonieme meesters van wie men, op basis van hun stijl en techniek, aanneemt dat ze lange tijd in het atelier van Rogier van der Weyden hebben gewerkt. Dit zijn de Meester van de Sforzatriptiek, de Meester van de bewening van het Uffizi en de Meester van de Johannestriptiek. Kunsthistorici menen dat ze vrij zelfstandig konden werken in het atelier van Rogier, maar dat de werken onder zijn naam verkocht werden. Er zijn ongetwijfeld nog veel meer assistenten actief geweest in het atelier maar die in tegenstelling met de drie voornoemde niet volledig zelfstandig konden werken.
Sommigen menen dat ook Hans Memling als assistent in Rogiers atelier werkte; hij bleek alleszins het werk van Van der Weyden goed te kennen en het is een feit dat Memling zich op 30 januari 1465, dus enkele maanden na het overlijden van Rogier, als vrijmeester vestigde in Brugge. Volgens een inventaris opgesteld in 1516 bevond zich in de collectie van Margaretha van Oostenrijk een triptiek met een Man van Smarten geschilderd door Rogier van der Weyden met op de zijvleugels engelen geschilderd door 'maistre' Hans, vermoedelijk Hans Memling. Ook modern onderzoek met infraroodreflectografie van het werk van Memling en Van der Weyden zou aantonen dat de jonge Memling een grondige kennis had van de technieken van Rogier. Zoals het meestal gaat worden deze thesen en de duistere verwijzing van Vasari naar een zekere 'Ausse', door kunsthistorici vertaald als Hans, als Rogiers leerling in zijn uitgave van de Vite van 1550 door anderen betwijfeld.

#### Reis naar Italië

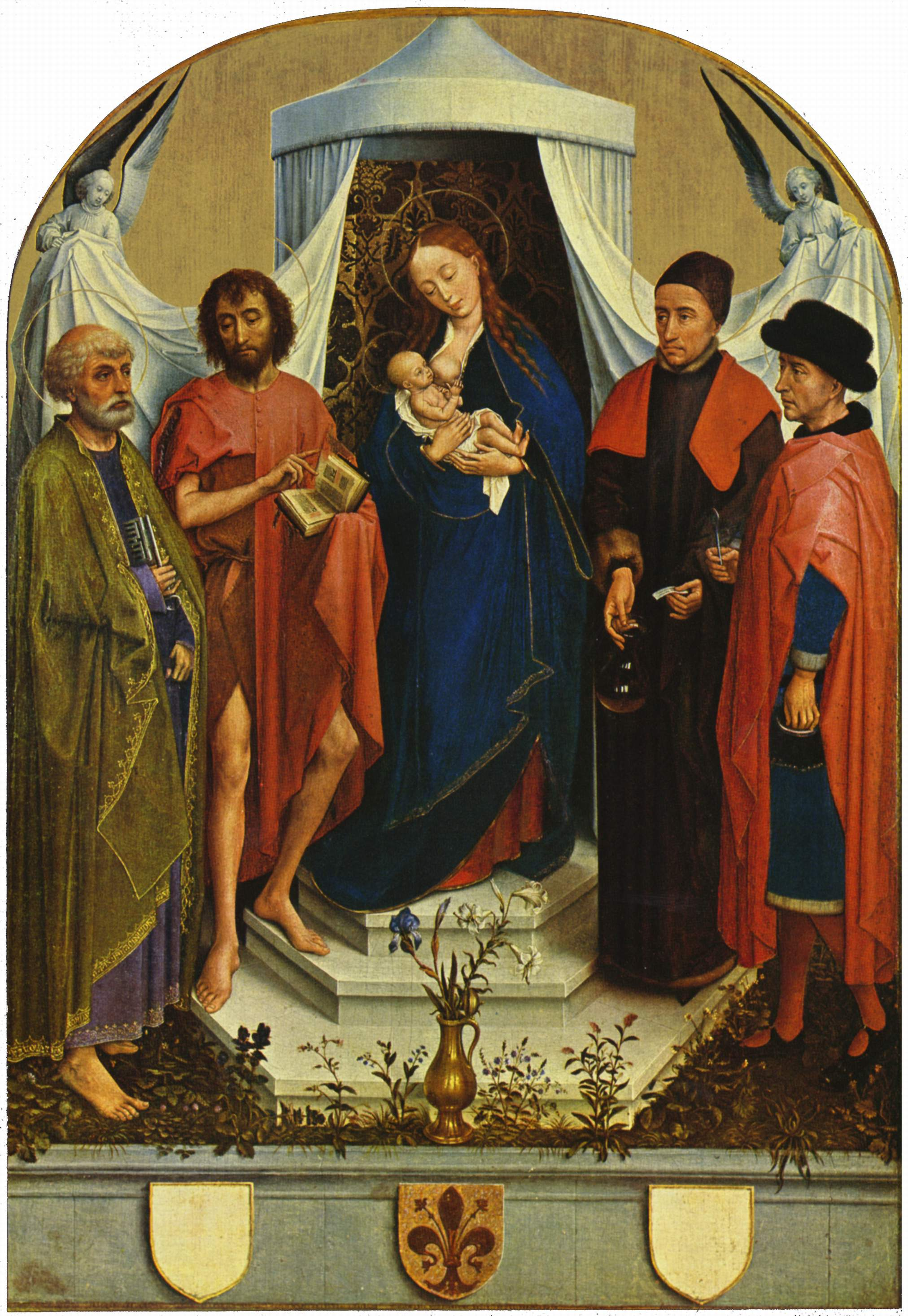
Maagd met Kind en vier heiligen, Städelsches Museum in Frankfurt

In 1450 reisde Rogier van der Weyden ter gelegenheid van het Heilig Jaar uitgeroepen door paus Nicolaas V naar Rome. Bartholomaeus Facius beschrijft in zijn De Viris Illustribus in 1456, dus heet van de naald, dat Rogier grote bewondering had voor de (nu verdwenen) fresco’s van Gentile da Fabriano in de kerk van Sint-Jan van Lateranen. Facius, de Italiaanse humanist was in dienst van koning Alfons V van Aragón in Napels waar hij instond voor de opleiding van diens zoon, de latere Ferdinand I van Napels, en benoemd werd tot koninklijk geschiedschrijver. In zijn De Viris Illustribus beschreef hij slechts vier schilders, namelijk Gentile da Fabriano, Antonio Pisano (Pisanello), Jan van Eyck en Rogier van der Weyden. Hij vermeldt een aantal werken die Rogier in Italië zou geschilderd hebben, namelijk een Badende Dame in Genua, een Kruisafneming in Ferrara waar Lionello d'Este markgraaf was tot 1450 en twee Passietaferelen in Napels. Geen enkel van deze werken bleef bewaard. Na zijn reis zou hij in Brussel een Sacra Conversazione voor een Italiaanse opdrachtgever (de Medici’s) hebben geschilderd, nu in het Städelsches Kunstinstitut in Frankfurt als Maagd met Kind en vier heiligen, inv. no. 850. Daarnaast zou ook de Lamentatie van Christus, nu in de Uffizi in Florence, van zijn hand zijn en eveneens geschilderd in opdracht van de Medici’s. Dit werkt herneemt een thema van Fra Angelico, maar verder kan er weinig Italiaanse invloed in de werken toegeschreven aan Rogier van der Weyden aangetoond worden.

#### Portretten

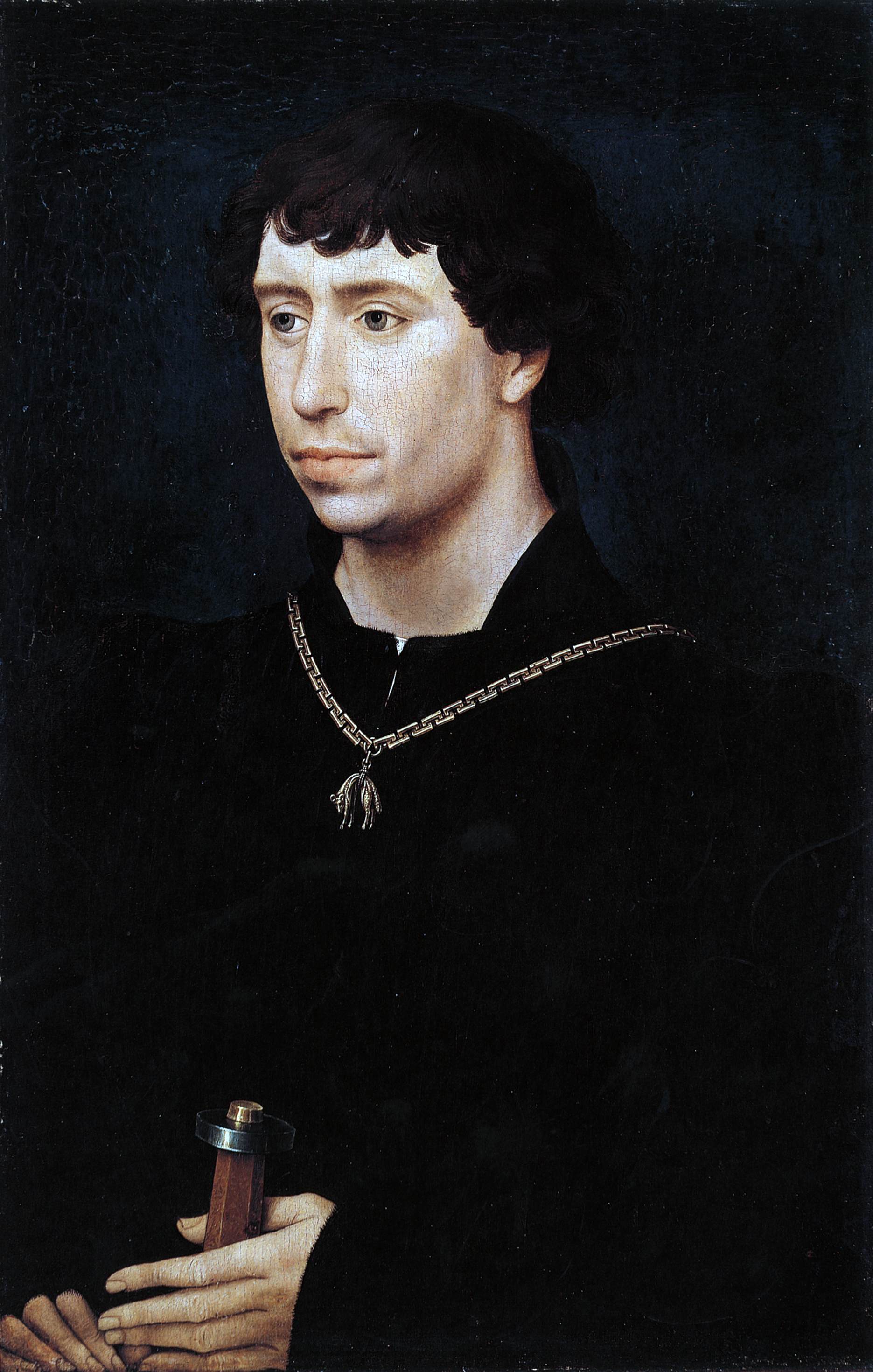
Portret van Karel de Stoute, 1460-1464, Berlijn, Gemäldegalerie

Naast de religieuze werken van Rogier van der Weyden en zijn atelier, kennen we van hem ook een aantal portretten. De meeste van deze werken zijn tot stand gekomen na 1450 op één uitzondering na, het portret van een jonge vrouw, misschien zijn echtgenote Ysabiel Goffaert, dat geschilderd werd in zijn Doornikse periode tussen 1432 en 1435. De portretten kunnen we onderverdelen in twee soorten, enerzijds het gewone portret, anderzijds de devotionele portretten. Die devotionele portretten waren eigenlijk diptieken, waar op een paneel de geportretteerde opdrachtgever in gebed voor de heilige op het andere paneel de heilige zelf werd voorgesteld. In de ons bekende portretten was die heilige steeds een Madonna met Kind. Twee van die portretten kunnen nog als diptiek aangewezen worden, van de andere is de Madonna verloren gegaan. Evengoed zijn er een aantal Madonna’s waarvan het bijhorende portret niet meer bestaat. Van die devotionele portretten zijn er slechts zeven mannenportretten en één vrouwenportret bewaard gebleven.
Naast de diptiek-portretten schilderde Rogier een aantal staatsieportretten van de Bourgondische hertog Filips de Goede, zijn echtgenote Isabella van Portugal en van leden van zijn familie en zijn hofhouding, maar ook van andere belangrijke personen. Zo zijn er onder meer portretten van Filips de Goede, Karel de Stoute, Antoon van Bourgondië en Filips van Croÿ.

#### Miniaturist

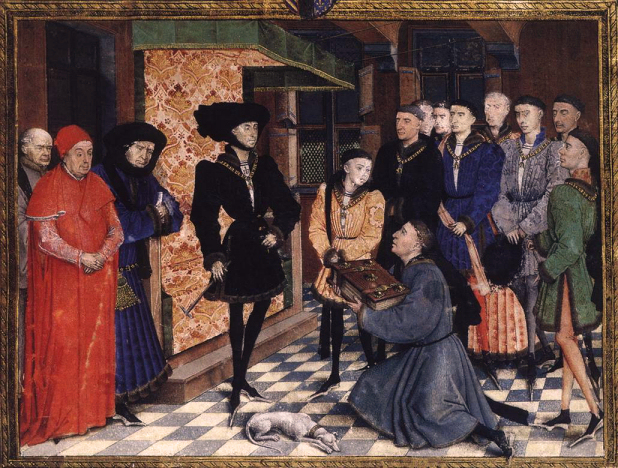
Opdrachtminiatuur uit de Chroniques de Hainaut

Het was niet abnormaal voor kunstenaars aan het einde van de vijftiende en het begin van de zestiende eeuw dat ze zowel de schilderkunst op paneel als de miniatuurkunst beoefenden. Voorbeelden hiervan zijn legio, van Simon Marmion, Gerard David, Barthélemy van Eyck, Gerard Horenbout, Jacob van Lathem, Fra Angelico en nog vele anderen, weten we met zekerheid dat ze zowel met miniatuurschildering in tempera op perkament bezig waren als met het schilderen op paneel.
Ook voor Rogier van der Weyden is dit blijkbaar het geval geweest, alleszins is het algemeen aanvaard dat de frontispice met de opdrachtminiatuur van het eerste deel van de Chroniques de Hainaut door Rogier werd geschilderd. Deze Kronijken van Henegouwen werden door Filips de Goede besteld in 1446 om zijn rechten op Henegouwen een historische basis te geven. Filips wordt voorgesteld als de legitieme erfgenaam in een lange lijn van heersers, die zou teruggaan tot de Val van Troje. De boeken werden vertaald van het Latijn naar het Frans door Jean Wauquelin en verlucht door een plejade van miniaturisten. Het origineel, de Annales historiae illustrium principum Hannoniæ, was geschreven in het Latijn op het einde van de 14e eeuw door Jacques de Guise. De handschriften werden geschreven door de kopiist Jacotin du Bois op basis van de vertaling van Wauquelin.
De opdrachtminiatuur in het eerste deel werd waarschijnlijk geschilderd omstreeks 1448. Ook hiervoor is er weer geen documentair bewijs dat Rogier de miniatuur maakte, maar de stijl van het werk verwijst volgens de meeste kunsthistorici zeer duidelijk naar Van der Weyden. Verschillende van de personages op de miniatuur werden ook door Rogier van der Weyden geportretteerd, wat toelaat de portretten te vergelijken met de miniatuur. Dit was onder meer het geval voor Filips de Goede zelf, voor kanselier Nicolas Rolin (de man in het blauw rechts van Filips) die ook geportretteerd werd op Het Laatste Oordeel in het Hôtel Dieu in Beaune en voor bisschop Jean Chevrot (in het rood naast Rolin) die voorkomt op de triptiek van de Zeven Sacramenten (KMSKA). Het eerste portret van de hertog, waarvan alleen kopieën bewaard zijn, moet geschilderd zijn voor de miniatuur. Dit laat veronderstellen dat Rogier de opdracht kreeg voor de miniatuur omdat de hertog tevreden was over het eerdere portret. De miniatuur fungeert als een groepsportret van Filips de Goede met zijn hofraad.
Er zijn geen andere miniaturen van de hand van Rogier bekend. Miniatuurkunst wordt over het algemeen gezien als zeer verschillend van de paneelschilderkunst, maar dit werk komt qua afmetingen (148 x 197 mm) overeen met de kleinste paneeltjes die Rogier geschilderd heeft, zoals de Tronende Madonna in een nis, en was dan ook geen probleem voor de Rogier. De techniek van schilderen met tempera op perkament is uiteraard sterk verschillend van de paneelschildering maar ook dit stelde blijkbaar geen problemen voor de meester, integendeel, de uitvoering bewijst de grote deskundigheid van de meester. Men gaat er in de huidige stand van zaken in het onderzoek trouwens van uit dat Rogier van der Weyden waarschijnlijk al in het atelier van Robert Campin met de miniatuurkunst in aanraking kwam.

## Werken

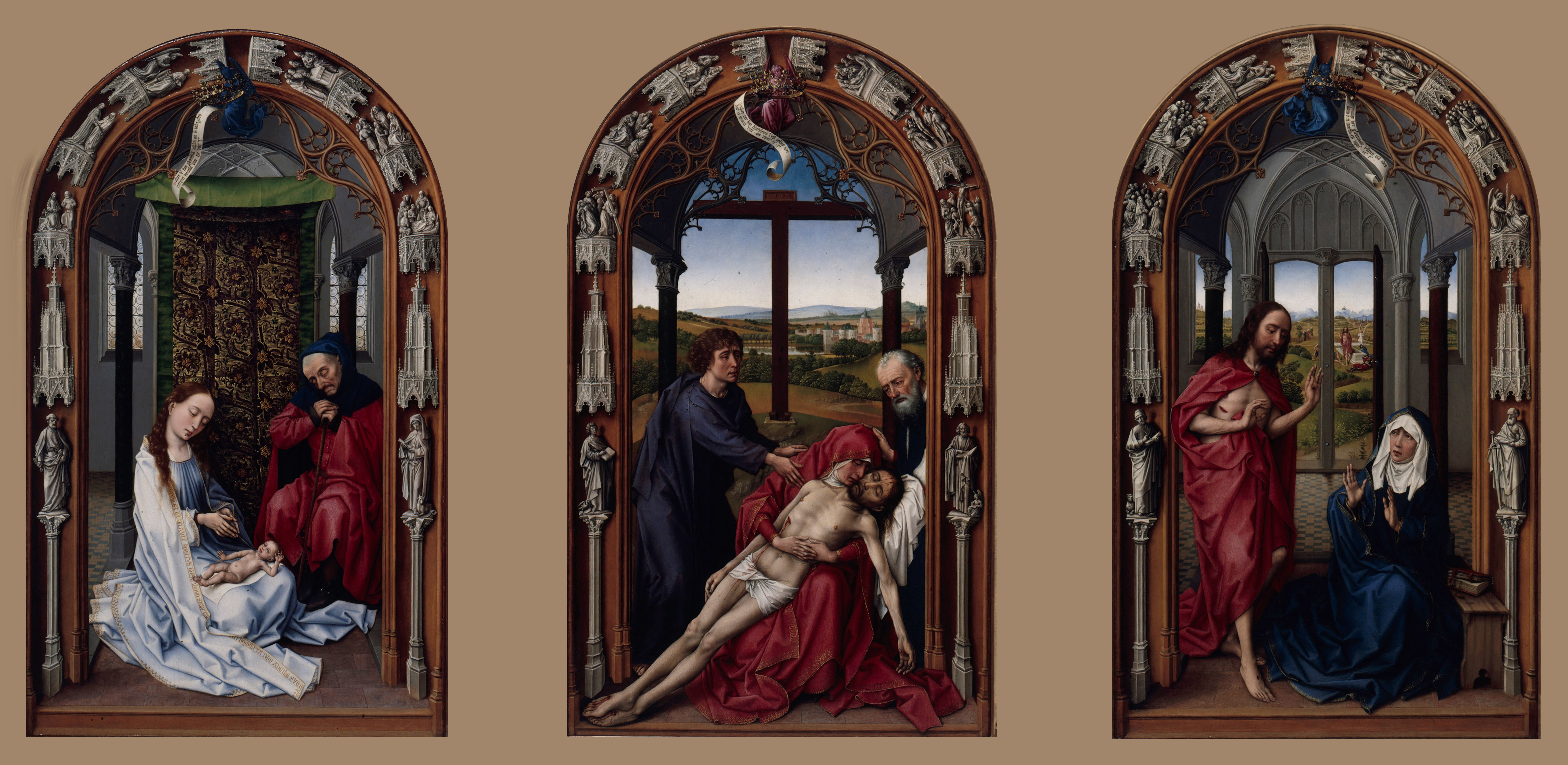
Miraflores triptiek, ca. 1440, Gemäldegalerie in Berlijn.

Tijdens zijn leven en na zijn dood werd Rogier in heel Europa als een groot schilder geroemd. Hij had opdrachtgevers tot ver buiten onze grenzen. Werken van hem zijn in de 15e en 16e eeuw gedocumenteerd in Italiaanse, Spaanse en Duitse collecties en kerken. Toch is er geen enkel werk bewaard dat met absolute zekerheid (via bestellingen of andere documenten) aan Rogier kan worden toegeschreven. Over drie werken zijn de kunsthistorici het vandaag wel eens dat ze van de hand van Rogier zijn namelijk de Miraflorestriptiek nu in de Gemäldegalerie in Berlijn, de Kruisiging van Scheut in het Escorial en de Kruisafneming in het Museo del Prado in Madrid.
De Miraflorestriptiek werd door Johan van Castilië aan het kartuizerklooster van Miraflores bij Burgios geschonken in 1445. In de schenkingsakte noemt men de schilder “Magistro Rogel, magno, & famoso Flandresco". Van de Kruisiging van Scheut weten we dat het werk door Rogier aan het klooster van Scheut werd geschonken, en in 1574 werd beschreven als geschilderd door ‘Masse Rugie’ voor ‘la cartuja de brussellas’ en voor de ‘Kruisafneming’ zijn er verschillende zestiende-eeuwse bronnen die het werk toeschrijven aan Rogier.

### Lijst van toegeschreven werken
De onderstaande lijst van de aan Rogier van der Weyden toegeschreven werken is opgebouwd op basis van de beredeneerde oeuvrecatalogus opgesteld door Dirk De Vos in zijn standaardwerk over de schilder: Rogier van der Weyden. Het volledige oeuvre, uitgegeven door het Mercatorfonds, Antwerpen, 1999. De werken die door De Vos zijn opgenomen in zijn ‘problematische toeschrijvingen’, ‘verkeerde toeschrijvingen’ of ‘verloren gegane werken’ zijn niet in deze lijst opgenomen.
- Tronende madonna in een nis, 1425–1430, Madrid, Museo Thyssen-Bornemisza, inv. 1930.25 en Sint Joris en de draak, Washington, National Gallery of Art, 14 × 10 cm.
- Kruisiging, 1425–1430, Berlijn, Staatliche Museen zu Berlin, Preussischer Kulturbesitz, cat.nr. 538A, 79 × 49 cm.
- Diptiek van de Madonna met Kind en de heilige Katharina, 1430–1432, Wenen, Kunsthistorisches Museum, inv. 951, 955, 19 × 12 cm per paneel.
- Kruisafneming, 1430–1435, Madrid, Museo del Prado, cat.nr. 2825, 220 × 259 cm.
- Maria met Kind in een nis, ‘Durán-Madonna, 1432–1435, Madrid, Museo del Prado, cat.nr. 2722, 100 × 52 cm.
- Portret van een vrouw (misschien de vrouw van Rogier, Ysabiel Goffaert), 1432–1435, Berlijn, Staatliche Museen zu Berlin, Preussischer Kulturbesitz, cat.nr. 545d, 47 × 32 cm.
- Annunciatietriptiek, kort na 1434, middenpaneel met de annunciatie, Parijs, Louvre, inv. 1982. 87 × 91 cm, rechterluik met de visitatie en linkerluik met een biddende geestelijke Turin, Galleria Sabauda, inv. 210 en 320, 89 × 36.5 cm per luik
- Sint-Lucas tekent het portret van de Madonna , 145-1436, Boston, Museum of Fine Arts, inv. 93.153, 138 × 111 cm.
- De visitatie, 1435–1440, Leipzig, Museum der bildenden Künste, inv. 1550, 58 × 36 cm.
- Triptiek met de kruisiging, of Abegg-triptiek, 1438–1440, Riggisberg, Abegg-Stiftung, inv. 14.2.63, 103 × 138 cm
- Triptiek van de Zeven Sacramenten, of Chevrot altaarstuk 1440–1445, Antwerpen, Koninklijk Museum voor Schone Kunste, inv. 393-395, middenpaneel: 200 × 97 cm, zijpanelen: 119 × 63 cm chacun.
- Triptiek van Onze-Lieve-Vrouw of Miraflores-altaarstuk, 1442–1445, Berlijn, Staatliche Museen zu Berlin, Preussischer Kulturbesitz, cat.nr. 534A, elk luik 74 × 45 cm.
- Triptiek met de kruisiging, 1443–1445, Wenen, Kunsthistorisches Museum, inv. 901, middenpaneel: 96 × 69 cm; zijpanelen 101 × 35 cm
- Lezende Maria Magdalena ca. 1445, Londen, National Gallery, inv. 654, 62 × 54 cm
- Hoofd van Jozef en Hoofd van catharina, Lissabon, Fundação Calouste-Gulbenkian, inv. 75B et 79 A, 21 × 18 cm
- Triptiek met de geboorte van Christus, of Bladelin-triptiek, vers 1445–1448, Berlijn, Staatliche Museen zu Berlin, Preussischer Kulturbesitz, cat.nr. 535, middenpaneel: 94 × 92 cm, zijpanelen: 94 × 42 cm.
- Jean Wauquelin overhandigt zijn ‘Chroniques de Hainaut’ aan Filips de Goede, presentatieminiatuur in de Chroniques de Hainaut, ca. 1447, Brussel, Koninklijke Bibliotheek, ms. 9242, fol.1, 15,4 × 20 cm.
- Polyptiek met het laatste oordeel, 1443–1451, Beaune, Musée de l’Hôtel-Dieu
- De heiligen Margareta en Apollonia, rechterluik van een triptiek, 1445–1455, Berlijn, Staatliche Museen zu Berlin, Preussischer Kulturbesitz, cat.nr. 534C, 51,5 × 27.5 cm.
- Braque-triptiek, ca. 1452–1453, Parijs, Musée du Louvre, inv. RF 2063, middenpaneel : 34 × 62 cm, zijluiken: 34 × 27 cm.
- Portret van een man, 1450–1455, Madrid, Museo Thyssen-Bornemisza, inv. 1930.26, 32 × 23 cm.
- Triptiek met de Aanbidding der Koningen, of Columba-altaarstuk, 1450–1456, München, Alte Pinakothek, inv. WAF 1189-1191, middenpaneel: 140 × 153 cm, zijluiken: 140 × 73 cm.
- Triptiek met Taferelen uit het leven van Johannes de Doper, 1453–1455, Berlijn, Staatliche Museen zu Berlin, Preussischer Kulturbesitz, cat.nr. 534B, elk luik: 77 × 48 cm.
- Christus aan het kruis tussen Maria en Johannes, of Kruisiging van Scheut, 1454–1455, El Escorial, Real Monasterio de San Lorenzo, inv. 10014602, 325 × 192 cm.
- Pieta, 1450–1464, Brussel, Koninklijke Musea voor Schone Kunsten van België, inv. 3515, 33 × 47 cm.
- Diptiek van Jean Gros, 1455–1460, linkerluik Madonna met Kind Doornik, Musée des beaux-arts de Tournai, cat.nr. 481; rechterluik: Portret van Jean Gros, Chicago, The Art Institute, Ryerson Collection, nr. 1933.1052, elk luik: 39 × 29 cm.
- Portret van Francesco d'Este, 1455–1460, New York, The Metropolitan Museum of Art, Friedsam Collection, inv. 32.100.43, 30 × 20 cm.
- Portret van Philippe de Croÿ, ca. 1460, Antwerpen, Koninklijk Museum voor Schone Kunsten, inv. 254. 49 x 30 cm.
- Portret van Karel de Stoute, 1461-1462, Berlijn, Staatliche Museen zu Berlin, Preussischer Kulturbesitz cat.nr. 545, 51 × 34 cm.
- Portret van Antoon van Bourgondië, 1461–1462, Brussel, Koninklijke Musea voor Schone Kunsten van België, inv. 1449, 38 × 28 cm.
- Madonna ten halven lijve, 1461–1462, Houston, Museum of Fine Arts, Edith A. and Percy S. Strauss Collection, inv. 44-535, 32 × 23 cm.
- Madonna met Kind en vier heiligen, ook Medici-Madonna, ca. 1460–1464, Frankfurt, Städelsches Kunstinstitut, inv. 850, 51 × 38 cm.
- Madonna ten halven lijve, ca. 1460–1464, San Marino, Californië, Huntington Art Collections, The Art gallery, cat.nr. 26,105, 49 x 31 cm
- Diptiek van Laurent Froimont, ca. 1463–1464, linkerluik: Madonna met Kind, Caen, Musée des beaux-arts, Collection Mancel, inv. M.91; rechterluik: Portret van Laurent de Froimont, Brussel, Koninklijke Musea voor Schone Kunsten van België, inv. 4279, elk luik: 51 × 33 cm.
- Portret van een vrouw, Washington, National gallery of Art, Andrew W. Mellon Collection, inv. 1937.1.44, 34 × 25.5 cm.
- Bewening voor het open graf, ca. 1463-1464, Florence, Galleria degli Uffizi, cat. 1114, 110 x 96 cm
- Calvariediptiek, 1463–1464, linkerpaneel: Maria ondersteund door Johannes, rechterpaneel: Christus aan het kruis. Philadelphia Museum of Art, The John G. Johnson Collection, inv. 334-335, elk luik: 178 × 90.2 cm.

### Bespreking van enkele werken

#### De geschiedenis van Herkenbald en Trajanus
Rogiers 'Magnum Opus' was de zogenaamde Geschiedenis van Herkenbald en Trajanus, een serie gerechtigheidstaferelen bedoeld voor de raadszaal (huidige Gotische zaal) van het Brusselse stadhuis aan de Grote Markt en vervaardigd tussen 1440 en 1450. Het monumentale werk stelt acht scènes voor uit het leven van Trajanus en Herkenbald verdeeld over vier grote beschilderde houten panelen van elk meer dan vier meter hoogte en breedte. Het werk ging in 1695 verloren tijdens het bombardement op Brussel door de legers van Lodewijk XIV van Frankrijk. We kennen het slechts uit talloze beschrijvingen en lofprijzingen die bezoekers er in de 15e, 16e en 17e eeuw over neerschreven en uit fragmentarische kopieën en varianten (enkele tekeningen en een groot wandtapijt) die een echo bieden van de verloren pracht. Het wandtapijt Trajanus en Herkenbald dat naar deze groep werken verwijst, wordt bewaard in het Historisches Museum van Bern.
De geschilderde taferelen in het Brussels stadhuis waren bedoeld als een 'exemplum justitiae', een schrikwekkend voorbeeld voor de schepenen die goed moesten besturen en recht dienden te spreken. Het diende als aanmaning voor de bestuurders om hun taak gewetensvol uit te oefenen. Zij waren opgehangen tegen de lange blinde binnenwand van de zaal en dus recht tegenover de banken waarop de schepenen en rechters zitting hielden. De rechters hadden deze 'exempelen' dus permanent voor ogen. De panelen met meer dan levensgrote figuren werden geroemd om hun bijzonder geslaagde weergave van emoties. Aan de onderzijde waren teksten aangebracht die het verhaal verklaarden. Op een van de panelen was een zelfportret van Van der Weyden afgebeeld.
Het wandtapijt rond deze voorstelling was ook te zien op de grote overzichtstentoonstelling in het Museum M te Leuven in het najaar 2009. Enkele bekende Vlaamse acteurs spraken een luisterspel in voor de audiogids bij het bekijken van dit tapijt.

#### De Kruisafneming

Kruisafneming

Het belangrijkste en invloedrijkste werk dat aan Van der Weyden kan worden toegeschreven is de Kruisafneming dat zich vandaag in het Museo del Prado in Madrid bevindt. Dit werk is wellicht het invloedrijkste schilderij uit de hele 15e-eeuwse kunstgeschiedenis. Het bleef eeuwenlang een maatstaf voor de uitbeelding van emoties in de religieuze kunst.
Het werk bevond zich vanaf 1443 op het hoogaltaar van de kapel van Onze-Lieve-Vrouw-van-Ginderbuiten in Leuven, de kapel van het ‘Grote Gilde van de Voetboog’. Maria van Hongarije koopt omstreeks 1548 het schilderij van het voetbooggilde, voor de lage kost van een orgel van 500 gulden en een kopie van het schilderij door haar hofschilder Michiel Coxcie. Ze laat het werk overbrengen naar haar nieuwe paleis in Binche, waar het in 1549 was opgesteld in de kapel. Het schilderij komt daarna in het bezit van Filips II, de neef van Maria, die het in 1549 bij een bezoek aan zijn tante had gezien. Vincente Alvarez die deel uitmaakte van het gezelschap van de prins zegde dat het waarschijnlijk het mooiste schilderij ter wereld was, maar vernoemde geen schilder hoewel hij ongetwijfeld wist over wie het ging. In 1564 was het opgesteld in de kapel van El Pardo, het buitenverblijf van de vorst, en in 1566 werd het overgebracht naar het zogenoemde Escorial of voluit het Real Monasterio de San Lorenzo in El Escorial. Pas in 1939 komt de kruisafname terecht in het ‘Museo del Prado’.
De vorm, de compositie en het kleurgebruik van dit werk zijn opmerkelijk.
De ietwat te grote figuren van dit werk zitten als het ware gevat in een bak met in het midden een verhoging om het kruis af te beelden. Dergelijke retabelkasten kwamen vrij veel voor in het Brabantse in die periode. De schilderstijl van de figuren verwijst naar gepolychromeerde beelden en er wordt dan ook gezegd dat het Rogiers bedoeling was om een gepolycromeerd retabel voor te stellen. Maar Van der Weyden gaat veel verder dan dat, de retabelkast is hoogstens een schouderbreedte diep (zie de figuur van Maria Magdalena die tegen de kast aanleunt) en toch slaagt Rogier erin om vijf dieptelagen voor te stellen: Maria die in zwijm valt, achter haar het lichaam van Christus met Jozef van Arimathea achter hem, het vlak van het kruis en daarachter de helper in zijn damasten tuniek. Het is dus veel meer dan het omzetten van een reliëfvoorstelling naar een tweedimensionaal schilderij wat hier gerealiseerd werd. De zorgvuldig bestudeerde compositie met het rijm in de armbeweging van twee op de voorgrond geplaatste figuren (Maria en haar zoon) en de naar linksonder vallende compositielijn geven het thema van de kruisafneming (dat al geladen is) nog meer dramatiek mee. De haast levensgrote figuren bezitten een zeer grote graad van detaillering en realisme en munten uit door precieze stofuitdrukking. Haren, baarden, stoffen en pelzen zijn haast tastbaar aanwezig, en toch geeft de compositie in haar geheel een gebalde, uitgepuurde en gesynthetiseerde indruk. Geen enkel detail geeft de indruk overbodig te zijn. Het gaat hier niet zozeer om een descriptief detailrealisme zoals bij Jan van Eyck maar eerder om een synthetisch detailrealisme. Het werk is zo geconcipieerd dat het op om het even welke beschouwingafstand een indruk maakt. De beschouwer kan als het ware haast eindeloos blijven inzoomen op het werk. De hele opbouw van het werk is toegespitst op het uitdrukken en overbrengen van emoties.

#### Het Laatste Oordeel

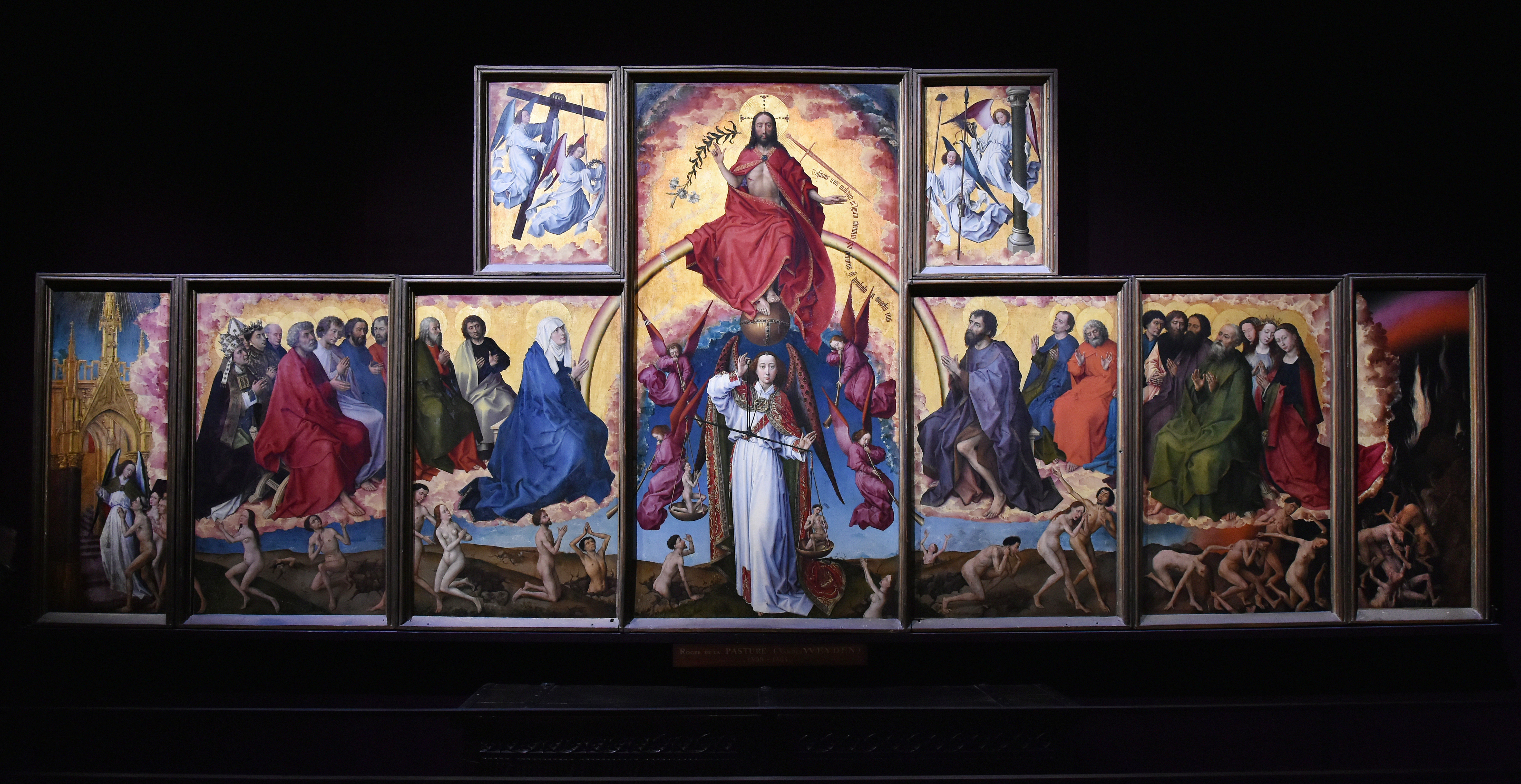
Het Laatste Oordeel

Dit werk heeft, als het opengeklapt is, het Laatste Oordeel als onderwerp en is tentoongesteld in het Hospices de Beaune in Frankrijk. Het bestaat uit negen panelen waarvan enkele nog in hun originele lijst. Oorspronkelijk bestond het hele werk uit olieverf op eiken panelen; later werden gedeelten op doek overgebracht. Rogier van der Weyden schilderde het hoogstwaarschijnlijk tussen 1445 en 1450. Zonder de lijsten is het 220 cm hoog en 548 cm breed.

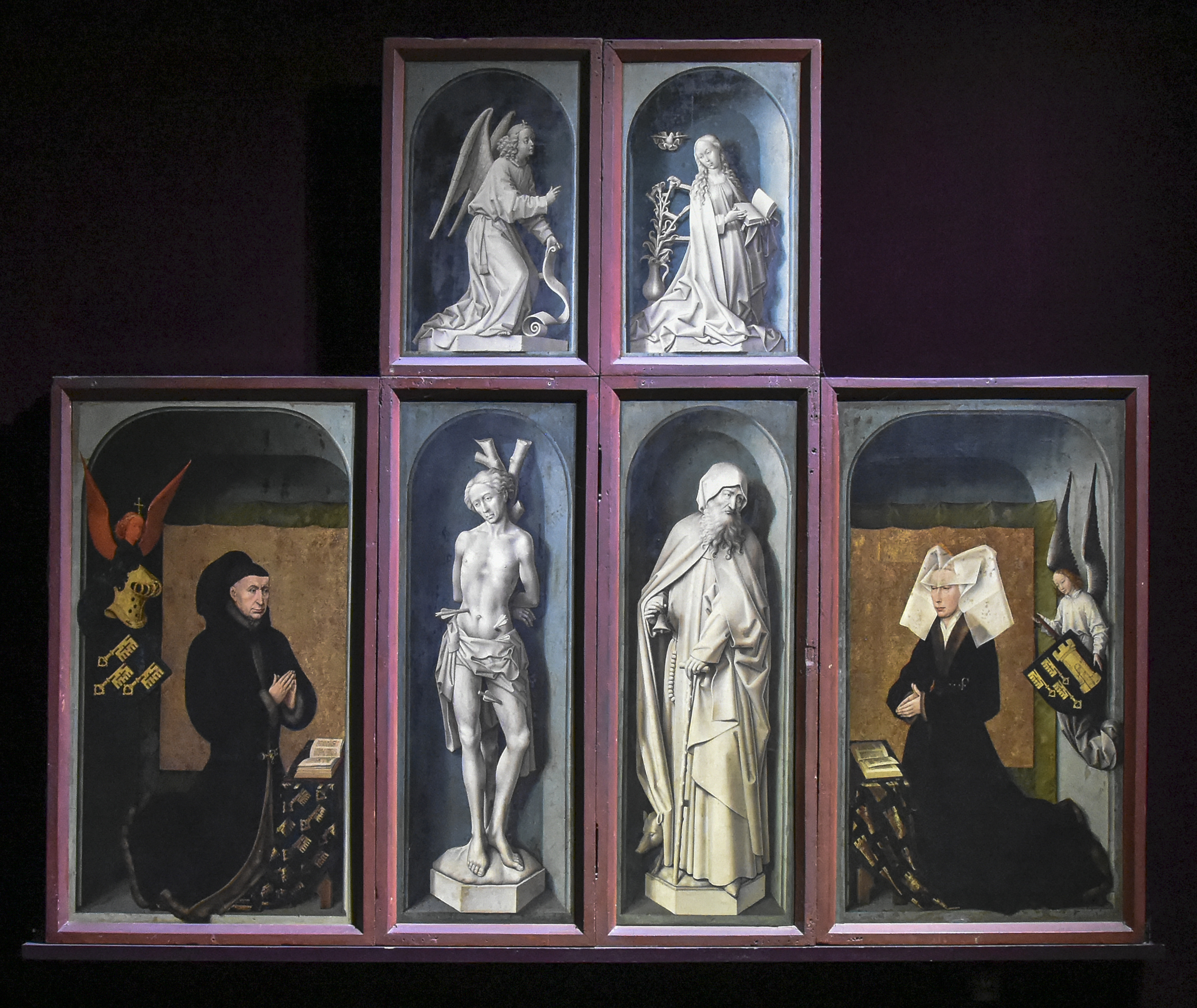
Het Laatste Oordeel met gesloten luiken

#### Maria Magdalena leest

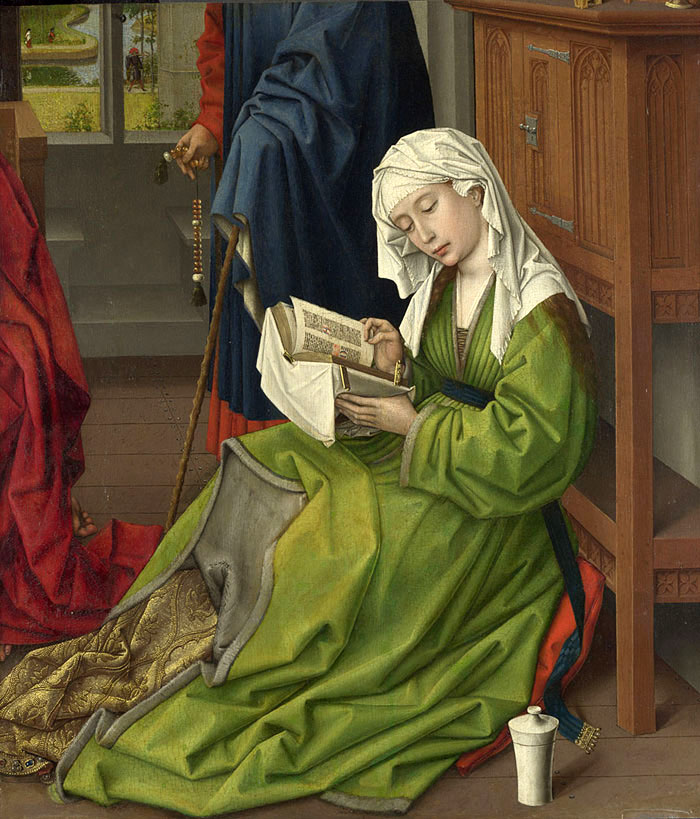
Lezende Maria Magdalena

Maria Magdalena leest is de naam van een werk dat in de National Gallery te Londen wordt bewaard. Het is een van de drie resterende fragmenten van een groot altaarstuk. De andere fragmenten bevinden zich in het Museu Calouste Gulbenkian in Lissabon. Het originele paneel toonde een groot gezelschap van heilige mannen en vrouwen in een ruime kamer rond een getroonde madonna met Kind. De zittende Magdalena van de National Gallery is het grootste bewaarde fragment. Het schilderij is gereconstrueerd op basis van een laatvijftiende-eeuwse tekening van een deel ervan: Maagd en Kind met een heilige bisschop, Johannes de Doper en Johannes de Evangelist die bewaard wordt in Stockholm. Gezien er geen andere fragmenten van het werk zijn teruggevonden denkt men dat het originele werk ooit zwaar beschadigd werd en dat men de bruikbare gedeeltes heeft gerecupereerd. De andere bewaarde fragmenten, een hoofd van de heilige Jozef en van de heilige Catharina(?), zijn bijna exact even groot en zijn dus bewust uitgezaagd op hetzelfde formaat. Achter Magdalena zien we een gedeelte van een rechtopstaande figuur, het hoofd van Jozef uit Lissabon sluit hier perfect op aan. De Vos dateert dit werk, in tegenstelling tot andere kunsthistorici die het voor 1438 plaatsen, ongeveer op het moment dat Rogier met zijn atelier aan de Polyptiek van het Laatste Oordeel begon te werken in opdracht van kanselier Rolin, dus omstreeks 1445.

## Roem en uitstraling

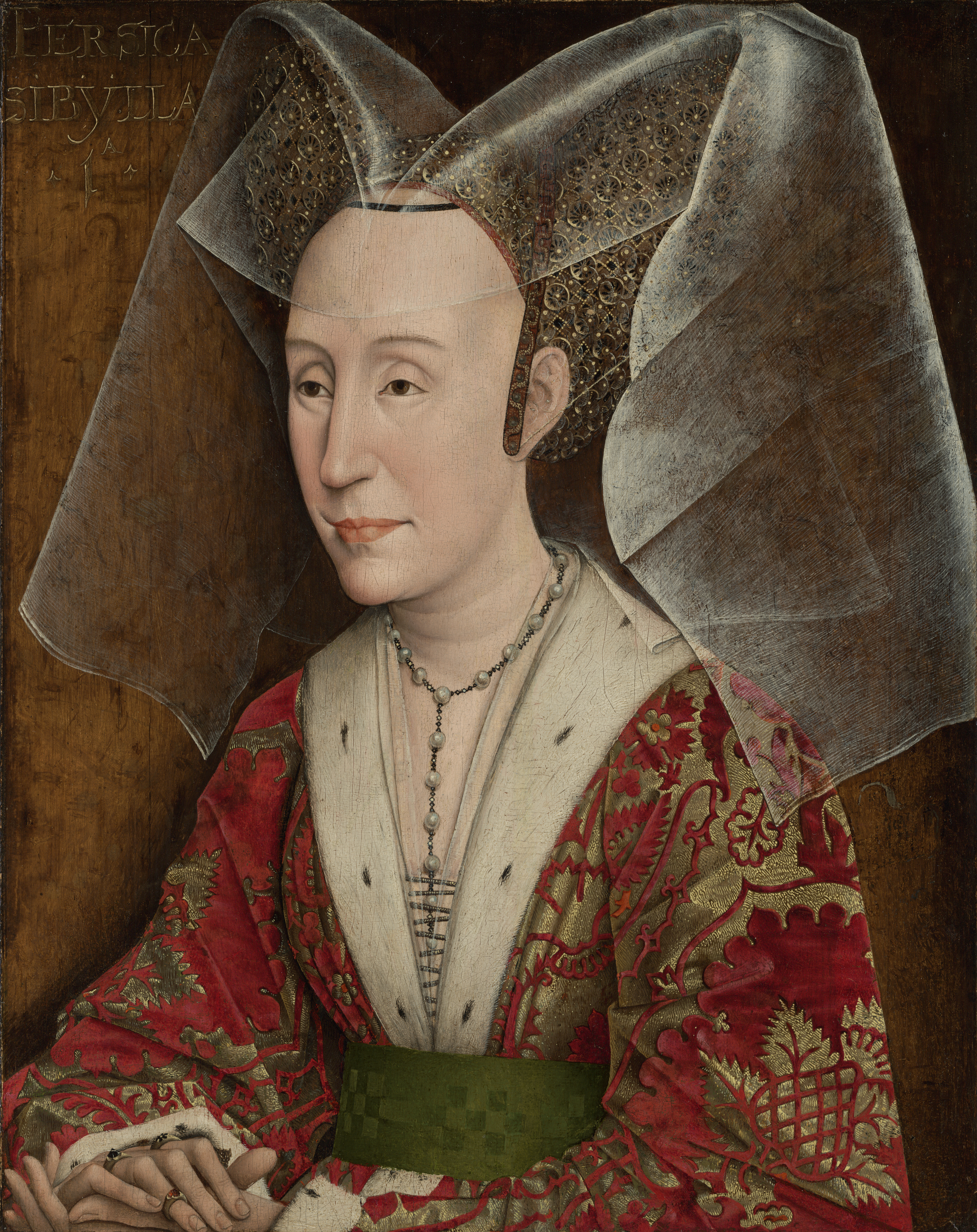
Isabella van Portugal, kopie naar Van der Weyden
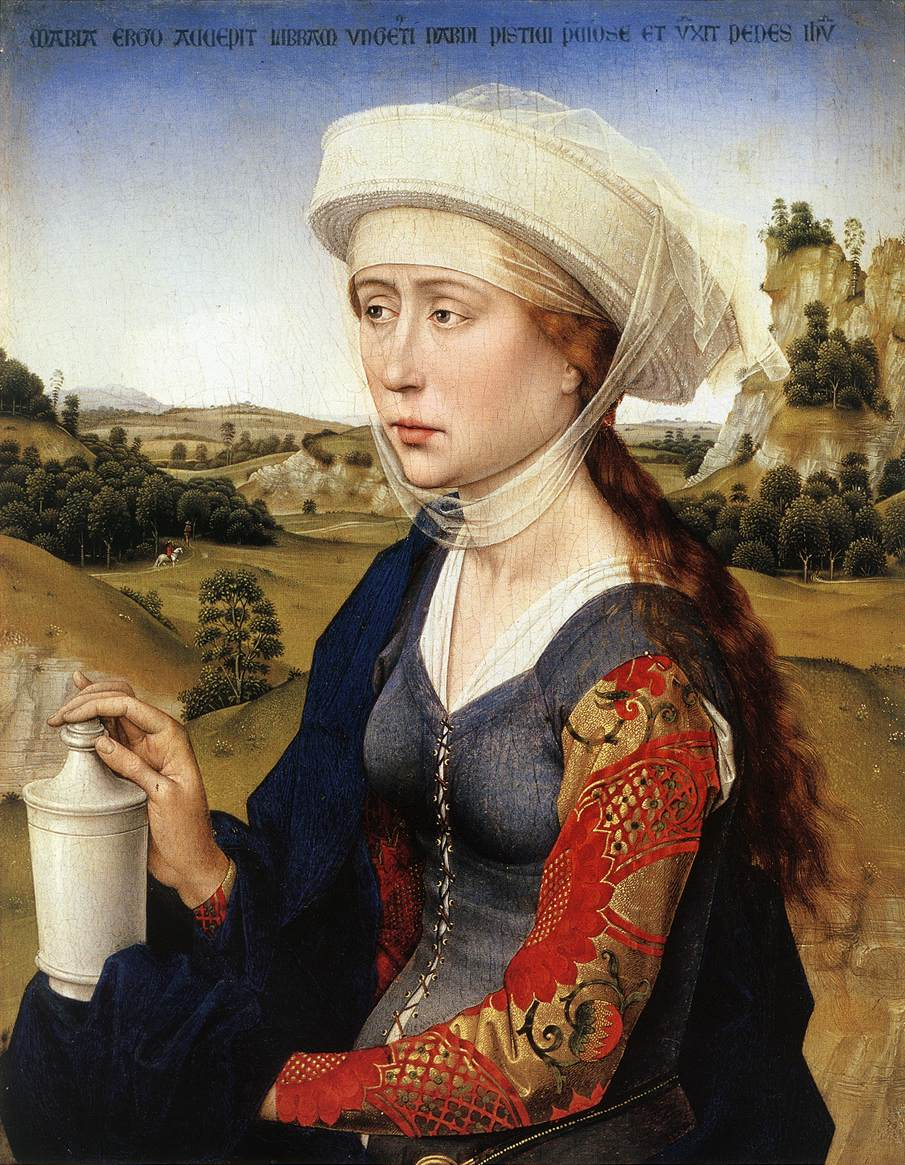
Maria Magdalena, rechtervleugel van het Braque-triptiek, ca. 1452-1453, Louvre, Parijs
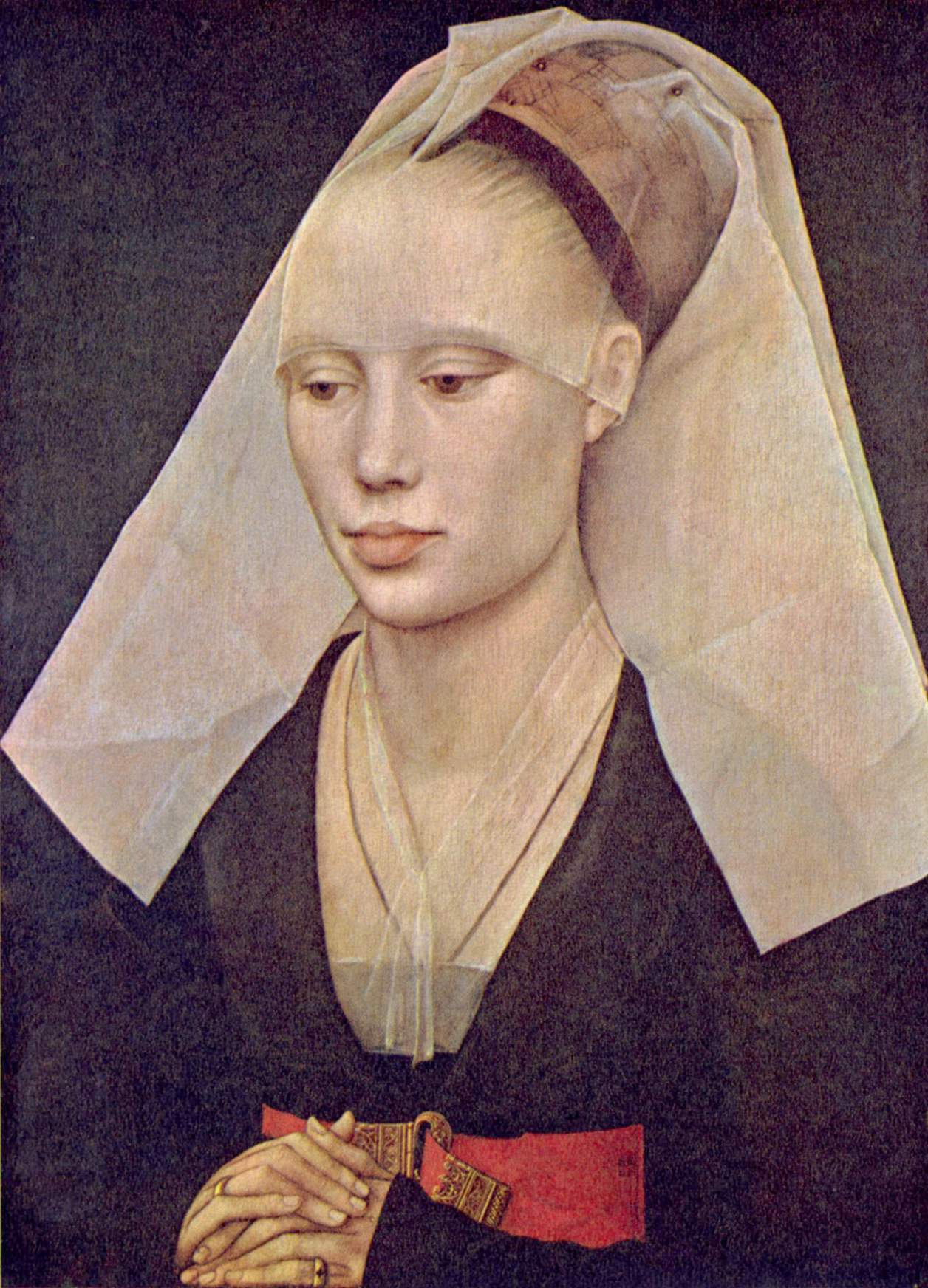
Portret van een dame, ca. 1460 Rogier van der Weyden

Dat Rogier van der Weyden reeds tijdens zijn leven in geheel Europa een geweldig prestige genoot blijkt uit talrijke archiefdocumenten en literaire teksten die uit zijn tijd zijn overgeleverd. Maar ook na zijn dood werd Rogier niet vergeten, uit de zeventiende eeuw zijn er verschillende getuigenissen dat men het werk van Rogier van der Weyden nog hoog inschatte ondanks de gewijzigde smaak en mode, in de tijd van Peter Paul Rubens.
Tijdens zijn leven werd hij buiten Vlaanderen het eerst bekend in Italië. Dit kan te maken hebben met zijn Romereis in 1450, maar ongetwijfeld ook met het feit dat er een grote interesse was in schilders in de Italiaanse humanistische kringen in die tijd omdat men kunstschilders niet meer beschouwde als handwerklieden maar als intellectuelen. Maar ook voor Rogiers Romereis was hij al bekend in Italië. In juli 1449 toonde de machtige Lionello d'Este, markies van Ferrara, vol trots een triptiek van Van der Weyden uit zijn bezit aan de geleerde Cyriacus van Ancona die het vervolgens geestdriftig beschreef en daarbij Rogiers kunst als 'eerder goddelijk dan menselijk' bestempelde. Uit betalingen daterend uit de jaren 1450-1451, is bekend dat Leonello nog andere werken bij Van der Weyden bestelde. Uit deze rekeningen blijkt weerom de achting die men voor Rogier koesterde. Hij werd er in omschreven als excelenti et claro pictori M. Rogerio.
Ook in Spanje was er zeer vroeg belangstelling voor zijn werk en in het bijzonder voor de emoties die hij in zijn religieuze werken wist te verwerken. In 1445 schonk koning Johan II van Castilië het zogenaamde Miraflorestriptiek
(Berlijn, Gemäldegalerie) aan het door hem gestichte en begunstigde kartuizerklooster van Miraflores bij Burgos. In de annalen van dit klooster werd deze gebeurtenis vermeld, en met trots werd ook de naam van de kunstenaar vernoemd (wat toen zeer ongebruikelijk was) als: "Magistro Rogel, magno, & famoso Flandresco" (meester Rogier, grote en beroemde Vlaming).
De geniale Duitse geleerde en kardinaal Nicolaus Cusanus was vol lof over Rogiers Geschiedenis van Herkenbald en Trajanus die hij in het Brusselse stadhuis had gezien en die hij vermeldde in zijn werk De visione Dei. In deze context noemde hij Rogier de "grootste der schilders"; Rogeri maximi pictoris. Ook Albrecht Dürer die meestal zeer spaarzaam was met lofbetuigingen aan andere schilders zei over Rogier van der Weyden en Hugo van der Goes: sind beede grossmaister gewest.
In de tweede helft van de zestiende eeuw werd zijn werk nog steeds hoog geschat, denken we maar aan Filips II die twee van de hoofdwerken van Rogier wist te bemachtigen, de Kruisafneming en de Kruisiging van Scheut en ze in zijn dagelijkse leefomgeving liet ophangen. Ook de Antwerpse Hieronymus Cock, kunstschilder, graveur en uitgever van prenten uit de tweede helft van de zestiende eeuw publiceert in 1565 een prent naar de Kruisafneming en verwijst uitdrukkelijk naar de auteur, Rogier van der Weyden. Ook de prent met het portret van Rogier uit de Pictorum Aliquot Celebrium Germaniae Inferioris Effigies, uitgegeven te Antwerpen door Hieronymus Cock in 1572 is voorzien van een zeer lovende tekst van de humanist Dominicus Lampsonius. Bij Karel van Mander in zijn bekende Schilderboeck ontstaat er enige verwarring want hij heeft het over een 'Rogier van Brussel' en een 'Rogier van Brugghe'

### Musea
Hieronder volgt een lijst van musea die werken bezitten toegeschreven aan Rogier van der Weyden volgens de beredeneerde oeuvrecatalogus opgesteld door Dirk De Vos.
- Antwerpen, Koninklijk Museum voor Schone Kunsten
- Beaune, Musée de l’Hôtel-Dieu
- Berlijn, Staatliche Museen zu Berlin, Preussischer Kulturbesitz
- Boston, Museum of Fine Arts
- Brussel, Koninklijke Bibliotheek van België
- Brussel, Koninklijke Musea voor Schone Kunsten van België
- Caen, Musée des beaux-arts
- Chicago, The Art Institute
- Doornik, Musée des beaux-arts
- El Escorial, Real Monasterio de San Lorenzo
- Florence, Galleria degli Uffizi
- Frankfurt, Städelsches Kunstinstitut
- Houston, Museum of Fine Arts
- Leipzig, Museum der bildenden Künste
- Lissabon, Fundação Calouste-Gulbenkian
- Londen, National Gallery
- Madrid, Museo del Prado
- Madrid, Museo Thyssen-Bornemisza
- München, Alte Pinakothek
- New York, Metropolitan Museum of Art
- Parijs, Musée du Louvre
- Philadelphia, Philadelphia Museum of Art (John G. Johnson collectie)
- Riggisberg, Abegg-Stiftung
- San Marino (Californië), Huntington Art Collections, The Art gallery
- Turijn, Galleria Sabauda
- Washington D.C., National gallery of Art
- Wenen, Kunsthistorisches Museum

In de onderstaande musea kan men ook werken vinden die aan Rogier werden toegeschreven maar die niet opgenomen zijn in de catalogue raisonné van Dirk De Vos, met andere woorden, werken waarvan de toeschrijving in vraag wordt gesteld of waarvan men weet dat het werk een kopie is naar de meester. Dit laatste is onder meer het geval voor het Portret van Filips de Goede in het Groeningemuseum in Brugge en voor dat van Isabella van Portugal in het J. Paul Getty Museum.
- Groeningemuseum in Brugge
- British Museum in Londen
- Detroit Institute of Arts in Michigan
- Hermitage in Sint-Petersburg
- J. Paul Getty Museum in Los Angeles
- Mauritshuis in Den Haag
- Gemäldegalerie Alte Meister in Dresden

### Opdrachtgevers
De (niet volledige) lijst hieronder van opdrachtgevers die werken of kopieën ervan lieten maken, illustreert dat Rogier van der Weyden een gevierd kunstenaar was.
- Filips de Goede, hertog van Bourgondië
- Karel de Stoute, hertog van Bourgondië
- Antoon van Bourgondië, de Grote Bastaard, zoon van Filips de Goede
- Filips van Croÿ, militair en staatsman in dienst van de Bourgondische hertogen.
- Jean de Chevrot, bisschop van Doornik en Toul, voorzitter van de raad van Bourgondië
- Nicolas Rolin, kanselier bij Filips de Goede
- Jean Gros, secretaris van Filips de Goede en Karel de Stoute
- Lionelle d’Este, markies van Ferrara
- Johan II van Castilië
- Isabella I van Castilië
- Johanna van Valois, zus van Lodewijk XI
- De Medici’s
- Allessandro Sforza, broer van Francesco Sforza, hertog van Milaan

### Invloed
We vinden in het werk dat toegeschreven wordt aan Rogier van der Weyden en zijn atelier een bijzonder groot aantal kopieën terug. Men moet hierbij opmerken dat het kopiëren van kunstwerken in de late middeleeuwen en de vroege renaissance niet de negatieve bijklank had die we er vandaag aan geven. Het maken van kopieën was in die tijd een vrij normale zaak en alle grote meesters deden er aan mee. Het werk van Rogier werd al tijdens zijn leven gekopieerd en dat blijft doorgaan tot meer dan een eeuw na zijn dood, diep in de zestiende eeuw. Dit heeft ongetwijfeld te maken met het feit dat Rogier reeds tijdens zijn leven een beroemdheid was en dat hij in de loop van zijn lange loopbaan een menigte leerlingen heeft gevormd en daarnaast een belangrijk aantal medewerkers in zijn atelier heeft gehad. Hij werd geprezen voor de wijze waarop hij emoties in zijn werken afbeeldde en het voorbeeld bij uitstek daarvan, de Kruisafneming, werd reeds in 1443 gekopieerd voor de Sint-Pieterskerk in Leuven, de zogenoemde Edelheeretriptiek. In totaal zijn er van dit werk 50 kopieën gekend, maar ook van het Bladelinretabel zijn er 30 evenals van de Kruisigingstriptiek van Wenen. Maar ook De Heilige Lucas tekent de Madonna, een aantal Madonna’s en de vorstenportretten werden veelvuldig gekopieerd.
Een aantal kopieën kan in verband gebracht worden met de atelierpraktijk. Uit studie van het overgeleverde werk blijkt dat de ateliermedewerkers de beschikking hadden over een ganse serie modellen gaande van tekeningen tot kartons of een calque met ponsgaatjes erin om het ontwerp in stippellijn aan te brengen op het geprepareerde paneel. In het atelier van Rogier dat na 1464 werd voortgezet door zijn weduwe en zijn zoon heeft men dankbaar gebruikgemaakt van die modellen om nieuwe schilderijen te produceren. Afbeeldingen van de verschillende types van Maria met kind afgeleid van het werk van Van der Weyden werden seriematig geproduceerd voor verkoop op de vrije markt. Hélène Mund zegt dat die met honderden moeten gemaakt zijn als men nagaat hoeveel er bewaard zijn gebleven.
Maar ook buiten het atelier werden die modellen gekopieerd of gemaakt op basis van voorhanden zijnde schilderijen. Er zijn dus een ganse reeks werken ‘naar Rogier van der Weyden’ bekend van meesters die niets met zijn atelier te maken hadden. Bij de kunstenaars die werk van Rogier kopieerden rekent men onder meer de ‘Meester van de Lucialegende’, Adriaen Isenbrant en Ambrosius Benson alle drie werkzaam in Brugge. Maar ook de Meester van de Ursulalegende uit Brugge en de Meester van de Magdalenalegende schilderden een Madonna die afgeleid is van de Madonna in De Heilige Lucas tekent de Madonna.
Daarnaast zijn er ook de kopieën die besteld worden. Het bekend voorbeeld is de kopie, nu verloren gegaan, door Michiel Coxie van de Kruisafneming voor Maria van Hongarije, maar ook Isabella van Castilië gaf op het einde van de 15e eeuw opdracht voor het kopiëren van de Miraflorestriptiek en van de Johannestriptiek.
In Spanje ontstonden na de dood van Rogier een aantal kopieën van de Durán-Madonna, een schilderij, nu in het Prado, dat Maria in het rood gekleed voorstelt, met Jezus op haar schoot die bezig is met het verfrommelen van bladen in een handschrift dat Maria aan het lezen was. Het thema werd gekopieerd door de Spaanse Meester van Alvaro de Luna en door de Brusselse Meester van het Geborduurde Loofwerk in zijn Maagd met Kind en musicerende engelen nu in het Museum voor Schone Kunsten te Rijsel.
Na de sluiting van het atelier van Pieter van der Weyden bleef de kunst van Rogier invloed uitoefenen in de Zuidelijke Nederlanden maar ook ver daarbuiten. In eigen land kunnen we naast vele anderen de namen citeren van Hans Memling in Brugge en Dirk Bouts in Leuven. In Brussel kunnen Colijn de Coter en Vrancke van der Stockt genoemd worden die in de stijl van de meester blijven schilderen en composities en motieven uit zijn werk overnamen, met daarnaast een hele reeks van kleinmeesters uit de Brusselse school. Maar ook schilders buiten Vlaanderen, zoals de anonieme Meester van het Bartolomeüs-altaar, werkend in het Rijnland, Friedrich Herlin in Zwaben en Martin Schongauer in de Elzas werden zeer sterk beïnvloed door de kunst van Van der Weyden. Het werk van Rogier werd trouwens niet alleen gekopieerd door schilders maar ook door tapijtwevers, beeldhouwers, miniaturisten en brandglasschilders. Een mooi voorbeeld is een afbeelding van de Madonna met zogend Kind, afgeleid van de Maria in De Heilige Lucas tekent de Madonna maar nu ten halven lijve afgebeeld, in het getijdenboek van Johanna van Castilië en Joos van Cleve de bekende Antwerpse meester schilderde omstreeks 1520 nog een kopie van de Kruisafneming van Rogier van der Weyden. De composities van Rogier zouden nog gedurende de hele zestiende eeuw model staan voor tal van werken. Van der Weyden had met zijn creativiteit en de weergaloze manier van afbeelding van emoties de toon gezet voor generaties van schilders.